# Список птахів Гондурасу
Це перелік видів птахів, зафіксованих на території Гондурасу. Авіфауна Гондурасу налічує загалом 794 види, з яких 1 є ендемічним. 53 види є випадковими, 5 видів були інтродуковані людьми. 2 види були локально знищені, ще 16 перебувають під загрозою глобального знищення.

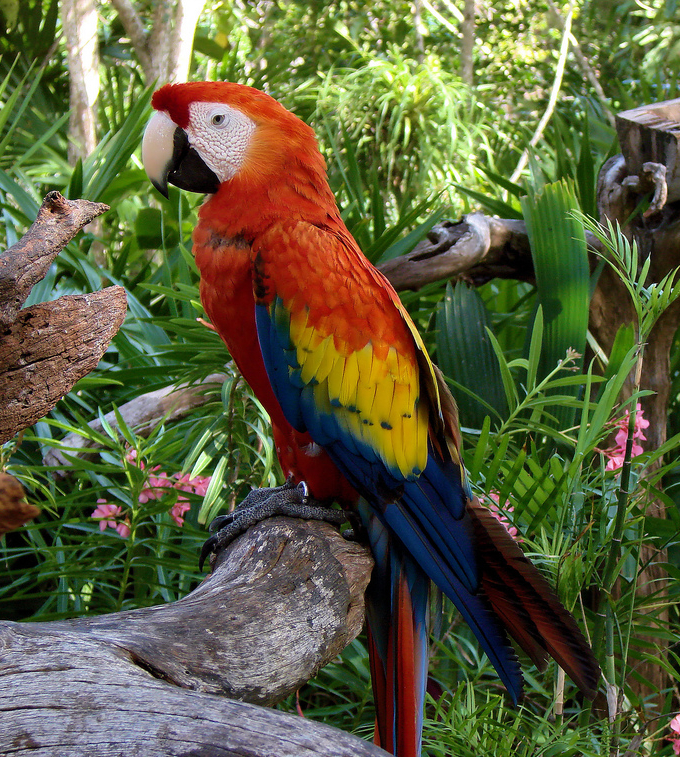
Араканга (Ara macao) є національним птахом Гондурасу

## Позначки
Наступні теги використані для виділення деяких категорій птахів.
- (А) Випадковий — вид, який рідко або випадково трапляється в Гондурасі
- (E) Вимерлий — вид, який мешкав в Гондурасі, однак повністю вимер
- (I) Інтродукований — вид, завезений до Гондурасу як наслідок, прямих чи непрямих людських дій
- (H) Гіпотетичний — не зафіксований вид, який, однак, імовірно, присутній на території Гондурасу
- (?) Невизначений — вид, щодо якого інформації недостатньо

## Тинамуподібні(Tinamiformes)
Родина: Тинамові (Tinamidae)
- Тинаму великий, Tinamus major  NT
- Татаупа малий, Crypturellus soui
- Татаупа чагарниковий, Crypturellus cinnamomeus
- Татаупа сірогрудий, Crypturellus boucardi

## Гусеподібні(Anseriformes)
Родина: Качкові (Anatidae)

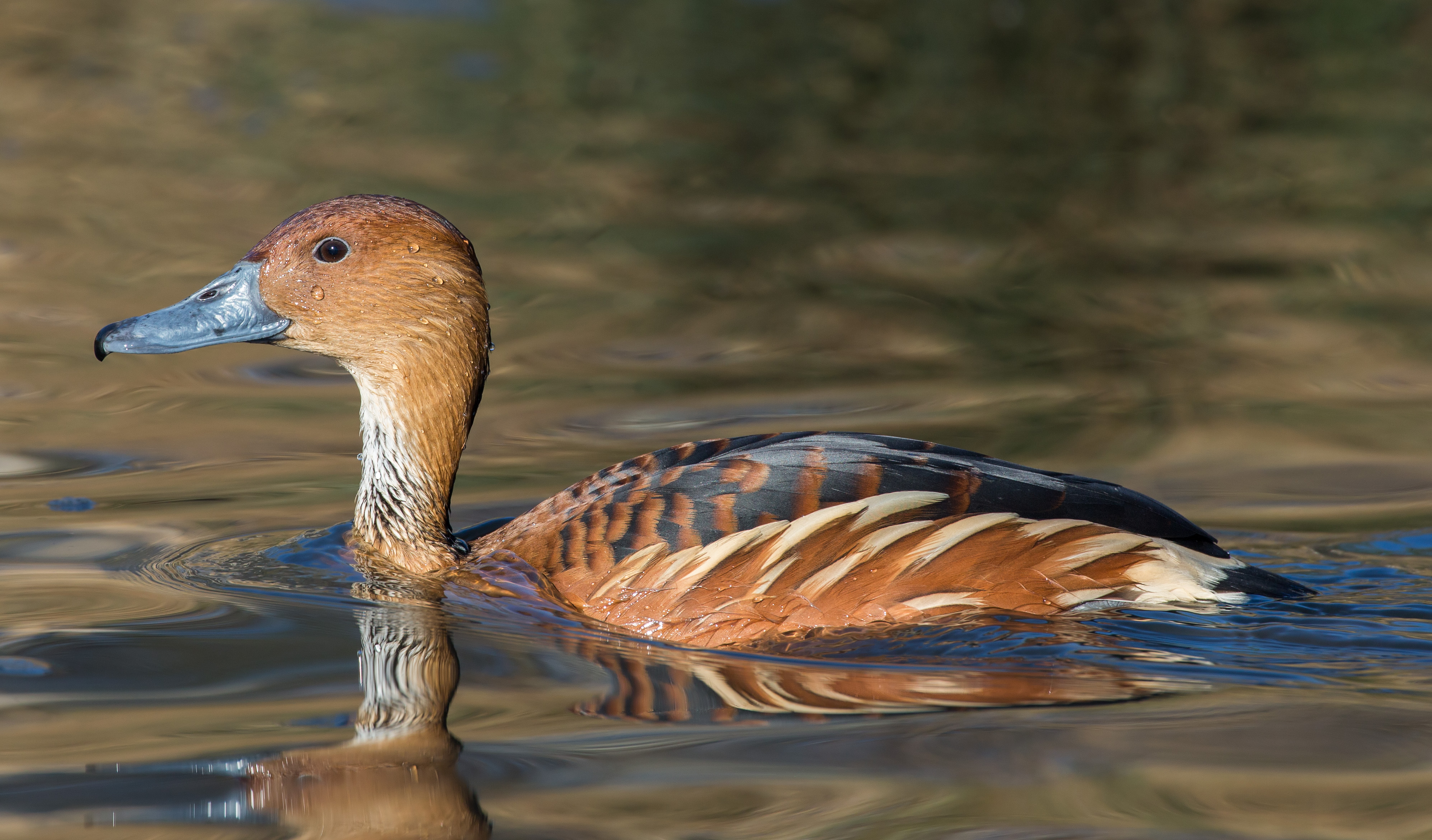
Свистач рудий (Dendrocygna bicolor)

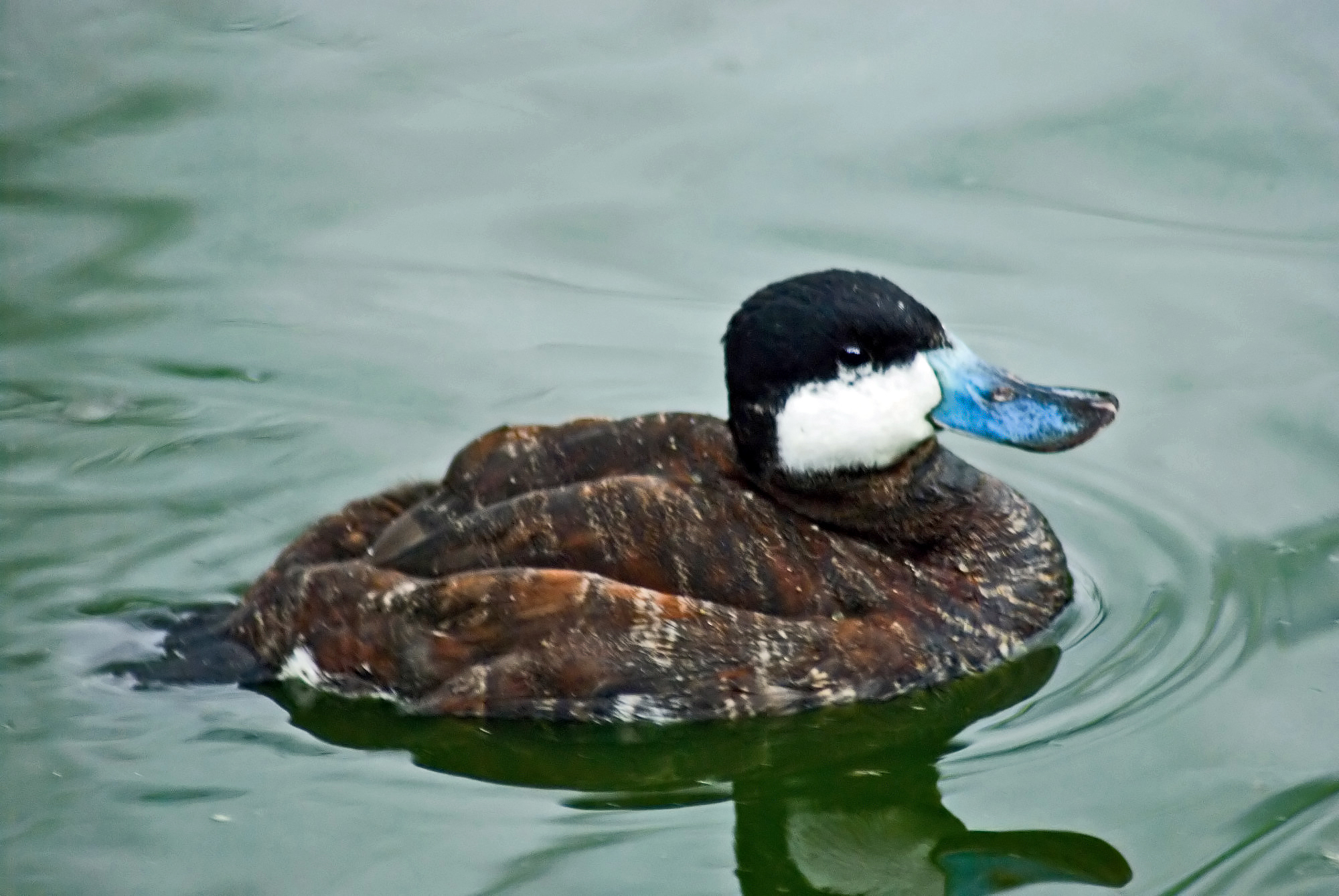
Савка американська (Oxyura jamaicensis)

- Свистач червонодзьобий, Dendrocygna autumnalis
- Свистач рудий, Dendrocygna bicolor
- Гуска біла, Anser caerulescens (A)
- Казарка чорна, Branta bernicla (A)
- Казарка канадська, Branta canadensis (A?) (H?)
- Качка мускусна, Cairina moschata
- Чирянка блакитнокрила, Spatula discors
- Чирянка руда, Spatula cyanoptera
- Широконіска північна, Spatula clypeata
- Нерозень, Mareca strepera (A)
- Свищ американський, Mareca americana
- Крижень звичайний, Anas platyrhynchos (A)
- Шилохвіст білощокий, Anas bahamensis (A)
- Шилохвіст північний, Anas acuta
- Чирянка американська, Anas carolinensis
- Попелюх довгодзьобий, Aythya valisineria
- Попелюх американський, Aythya americana (A)
- Чернь канадська, Aythya collaris
- Чернь американська, Aythya affinis
- Крех середній, Mergus serrator (A)
- Савка маскова, Nomonyx dominicus
- Савка американська, Oxyura jamaicensis

## Куроподібні(Galliformes)
Родина: Краксові (Cracidae)
- Чачалака східна, Ortalis vetula

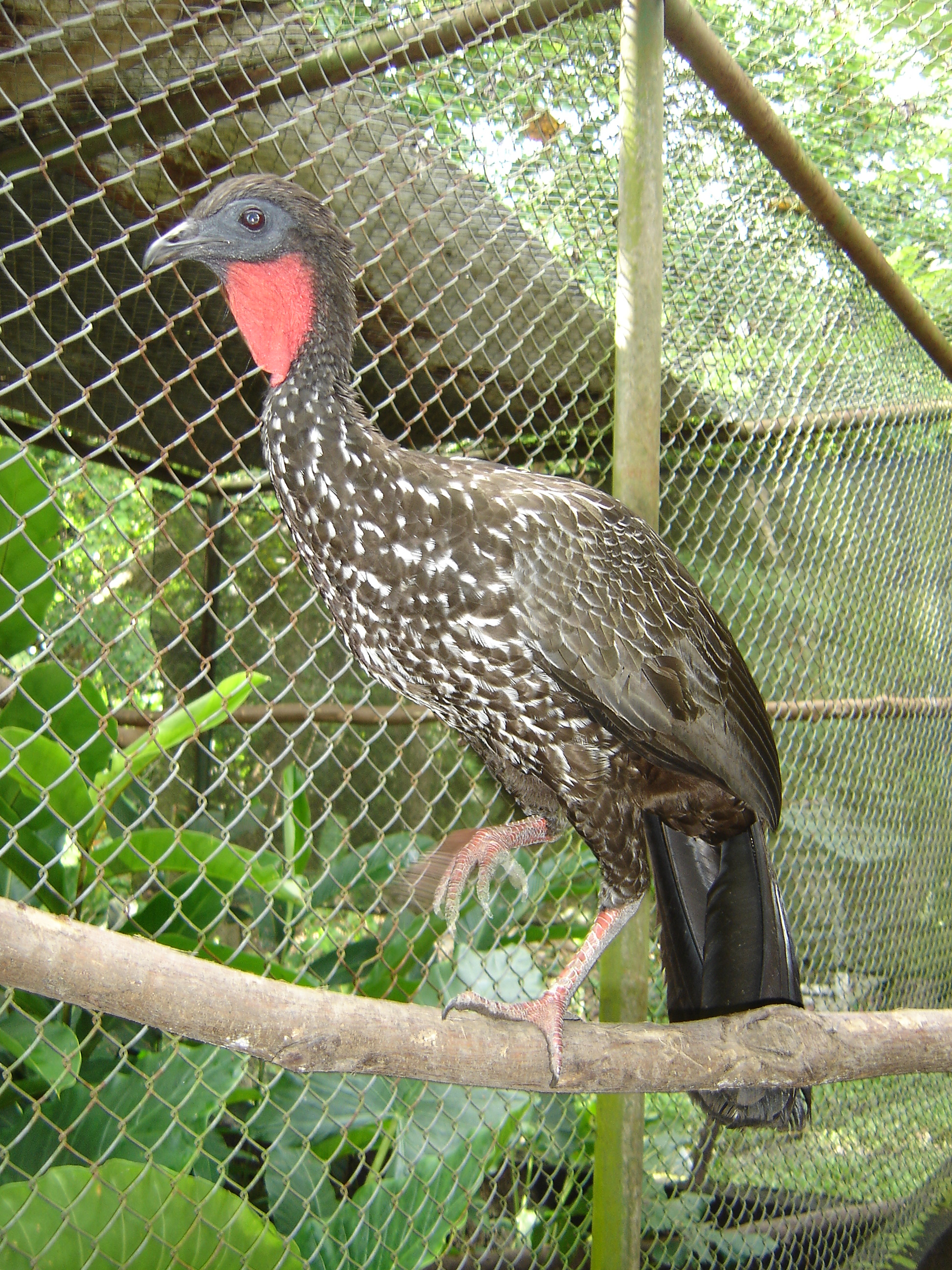
Пенелопа чубата (Penelope purpurascens)

- Чачалака сіроголова, Ortalis cinereiceps
- Чачалака білочерева, Ortalis leucogastra
- Пенелопа чубата, Penelope purpurascens
- Пенелопа мексиканська, Penelopina nigra  VU
- Кракс великий, Crax rubra  VU

Родина: Токрові (Odontophoridae)
- Перепелиця рудощока, Rhynchortyx cinctus
- Перепелиця білолоба, Dendrortyx leucophrys
- Перепелиця білоброва, Colinus nigrogularis
- Перепелиця чубата, Colinus cristatus
- Перепелиця-клоун західна, Cyrtonyx ocellatus  VU
- Перепелиця довгопала, Dactylortyx thoracicus
- Токро чорнощокий, Odontophorus melanotis
- Токро чубатий, Odontophorus guttatus

## Фламінгоподібні(Phoenicopteriformes)
Родина: Фламінгові (Phoenicopteridae)
- Фламінго червоний, Phoenicopterus ruber (A?) (H?)

## Пірникозоподібні(Podicipediformes)
Родина: Пірникозові (Podicipedidae)

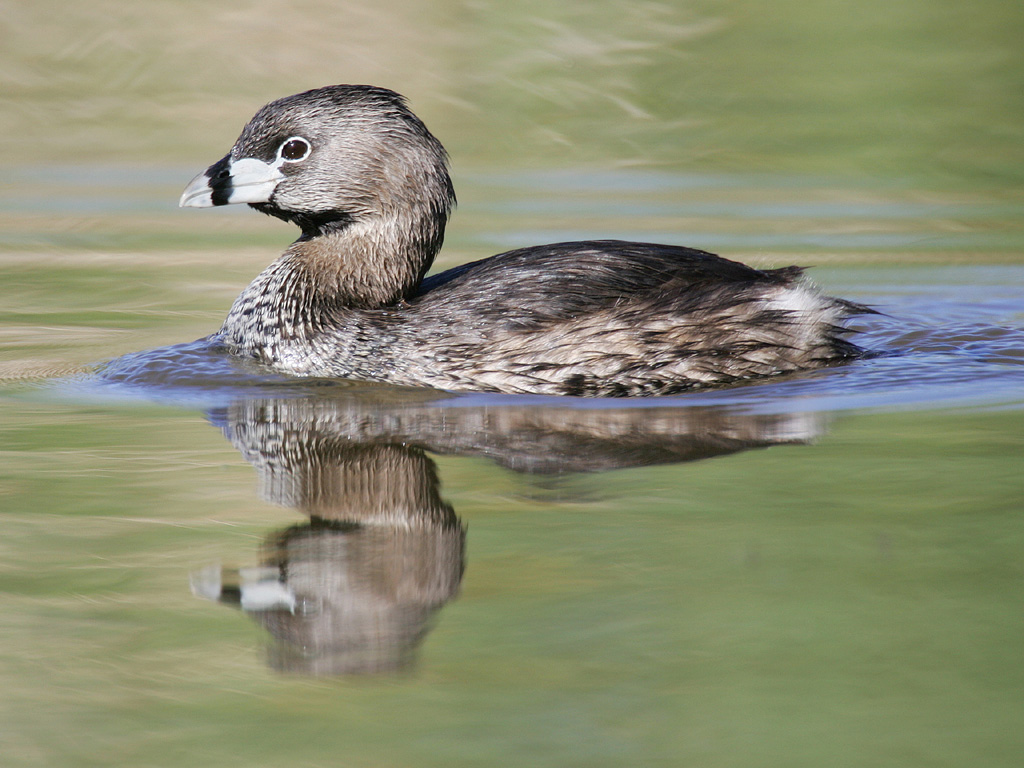
Пірникоза рябодзьоба (Podilymbus podiceps)

- Пірникоза домініканська, Tachybaptus dominicus
- Пірникоза рябодзьоба, Podilymbus podiceps

## Голубоподібні(Columbiformes)
Родина: Голубові (Columbidae)
- Голуб сизий, Columba livia (I)
- Голуб рожевошиїй, Patagioenas cayennensis
- Голуб строкатий, Patagioenas speciosa
- Голуб карибський, Patagioenas leucocephala  NT
- Голуб жовтодзьобий, Patagioenas flavirostris
- Голуб каліфорнійський, Patagioenas fasciata
- Голуб короткодзьобий, Patagioenas nigrirostris
- Горлиця садова, Streptopelia decaocto (I)
- Горличка-інка мексиканська, Columbina inca
- Талпакоті строкатоголовий, Columbina passerina
- Талпакоті малий, Columbina minuta
- Талпакоті коричневий, Columbina talpacoti
- Талпакоті сірий, Claravis pretiosa
- Paraclaravis mondetoura
- Голубок бурий, Geotrygon montana
- Горличка білолоба, Leptotila verreauxi
- Горличка ямайська, Leptotila jamaicensis
- Горличка сірогруда, Leptotila cassinii
- Горличка мексиканська, Leptotila plumbeiceps
- Голубок мексиканський, Zentrygon albifacies
- Zenaida asiatica
- Зенаїда північна, Zenaida macroura

## Зозулеподібні(Cuculiformes)
Родина: Зозулеві (Cuculidae)
- Ані товстодзьобий, Crotophaga ani
- Ані малий, Crotophaga sulcirostris
- Тахете, Tapera naevia
- Таязура-клинохвіст велика, Dromococcyx phasianellus
- Таязура руда, Morococcyx erythropygus
- Таязура-подорожник мала, Geococcyx velox
- Таязура рудогуза, Neomorphus geoffroyi
- Піая велика, Piaya cayana
- Кукліло північний, Coccyzus americanus
- Кукліло мангровий, Coccyzus minor
- Кукліло чорнодзьобий, Coccyzus erythropthalmus

## Дрімлюгоподібні(Caprimulgiformes)
Родина: Дрімлюгові (Caprimulgidae)
- Анаперо-довгокрил бурий, Lurocalis semitorquatus
- Анаперо малий, Chordeiles acutipennis
- Анаперо віргінський, Chordeiles minor
- Анаперо антильський, Chordeiles gundlachii (A)
- Пораке рудощокий, Nyctidromus albicollis
- Леляк бразильський, Nyctiphrynus ocellatus
- Дрімлюга каролінський, Antrostomus carolinensis  NT
- Дрімлюга юкатанський, Antrostomus badius
- Тукухіло, Antrostomus ridgwayi
- Дрімлюга канадський, Antrostomus vociferus  NT
- Дрімлюга мексиканський, Antrostomus arizonae
- Дрімлюга світлобровий, Hydropsalis maculicaudus

Родина: Потуєві (Nyctibiidae)
- Поту великий, Nyctibius grandis
- Поту ямайський, Nyctibius jamaicensis

## Серпокрильцеподібні(Apodiformes)
Родина: Серпокрильцеві (Apodidae)
- Свіфт західний, Cypseloides niger  VU
- Свіфт нікарагуанський, Cypseloides cryptus
- Свіфт рудошиїй, Streptoprocne rutila
- Свіфт болівійський, Streptoprocne zonaris
- Голкохвіст сірогузий, Chaetura cinereiventris
- Голкохвіст східний, Chaetura pelagica  VU
- Голкохвіст сірочеревий, Chaetura vauxi
- Серпокрилець білогорлий, Aeronautes saxatalis
- Серпокрилець-вилохвіст малий, Panyptila cayennensis
- Серпокрилець-вилохвіст великий, Panyptila sanctihieronymi

Родина: Колібрієві (Trochilidae)

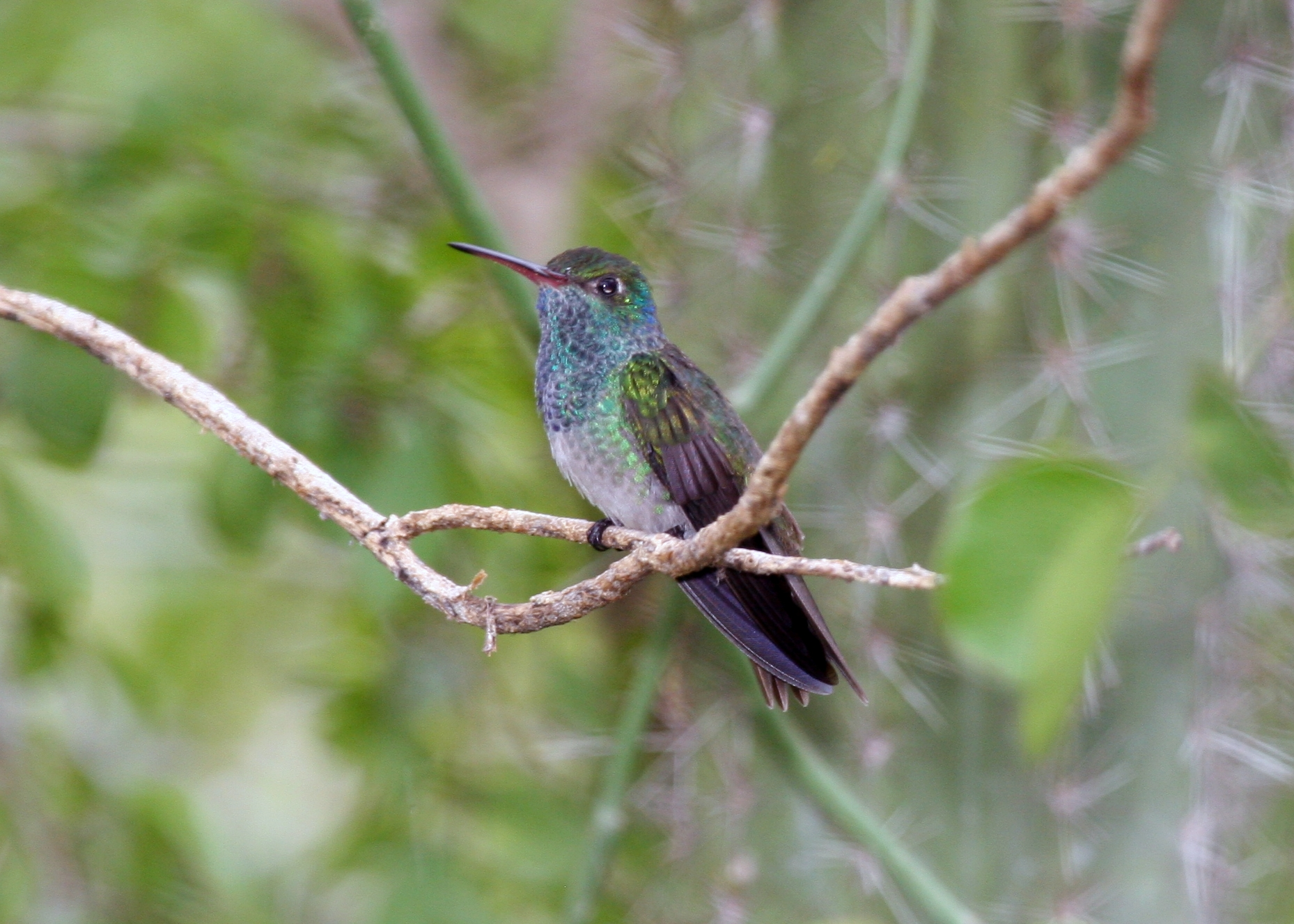
Аріан гондураський (Polyerata luciae), єдиний ендемічний вид птахів Гондурасу

- Колібрі-якобін синьоголовий, Florisuga mellivora
- Glaucis aenea
- Ерміт смугастохвостий, Threnetes ruckeri
- Ерміт мексиканський, Phaethornis longirostris
- Ерміт чагарниковий, Phaethornis striigularis
- Колібрі бурий, Colibri delphinae
- Колібрі зелений, Colibri thalassinus
- Колібрі-фея фіолетоволобий, Heliothryx barroti
- Колібрі-манго зеленогрудий, Anthracothorax prevostii
- Колібрі-вусань чорночубий, Lophornis helenae
- Колібрі-герцог північний, Eugenes fulgens
- Колібрі-ангел синьоголовий, Heliomaster longirostris
- Колібрі-ангел біловусий, Heliomaster constantii
- Колібрі-самоцвіт зеленогорлий, Lampornis viridipallens
- Колібрі-самоцвіт зелений, Lampornis sybillae
- Колібрі-самоцвіт аметистовологорлий, Lampornis amethystinus
- Колібрі багряногорлий, Lamprolaima rhami
- Колібрі-вилохвіст сальвадорський, Doricha enicura
- Колібрі строкатохвостий, Tilmatura dupontii
- Колібрі рубіновогорлий, Archilochus colubris
- Колібрі-ельф гватемальський, Selasphorus ellioti
- Колібрі-смарагд червонодзьобий, Cynanthus canivetii
- Колібрі-сапфір мексиканський, Basilinna leucotis
- Колібрі-шаблекрил юкатанський, Pampa pampa
- Колібрі малахітовий, Abeillia abeillei
- Колібрі сапфіроволобий, Klais guimeti
- Колібрі-шаблекрил фіолетовий, Campylopterus hemileucurus
- Колібрі-білогуз бронзовохвостий, Chalybura urochrysia
- Колібрі-лісовичок фіолетоволобий, Thalurania colombica
- Колібрі білоголовий, Microchera albocoronata
- Колібрі-жарокрил мексиканський, Eupherusa eximia
- Колібрі-шаблекрил мангровий, Phaeochroa cuvierii
- Агиртрія зеленолоба, Ramosomyia viridifrons (A)
- Агиртрія блакитноголова, Saucerottia cyanocephala
- Амазилія-берил нікарагуанська, Saucerottia hoffmanni
- Амазилія-берил рудокрила, Saucerottia beryllina
- Амазилія-берил синьохвоста, Saucerottia cyanura
- Амазилія руда, Amazilia rutila
- Амазилія юкатанська, Amazilia yucatanensis (A)
- Цакатл, Amazilia tzacatl
- Аріан гондураський, Amazilia luciae (E)  VU
- Аріан блакитноволий, Polyerata amabilis
- Агиртрія гватемальська, Chlorestes candida
- Колібрі-сапфір рудохвостий, Chlorestes eliciae

## Журавлеподібні(Gruiformes)
Родина: Пастушкові (Rallidae)
- Пастушок строкатий, Pardirallus maculatus
- Пастушок бурий, Amaurolimnas concolor
- Пастушок гвіанський, Aramides axillaris
- Пастушок болотяний, Aramides albiventris
- Пастушок-тріскунець, Rallus longirostris
- Погонич каролінський, Porzana carolina
- Курочка латиноамериканська, Gallinula galeata
- Лиска американська, Fulica americana
- Porphyrio martinicus
- Погонич жовтоволий, Laterallus flaviventer
- Погонич рудий, Laterallus ruber
- Погонич білогорлий, Laterallus albigularis
- Погонич амазонійський, Laterallus exilis
- Погонич американський, Laterallus jamaicensis

Родина: Лапчастоногові (Heliornithidae)
- Лапчастоніг неотропічний, Heliornis fulica

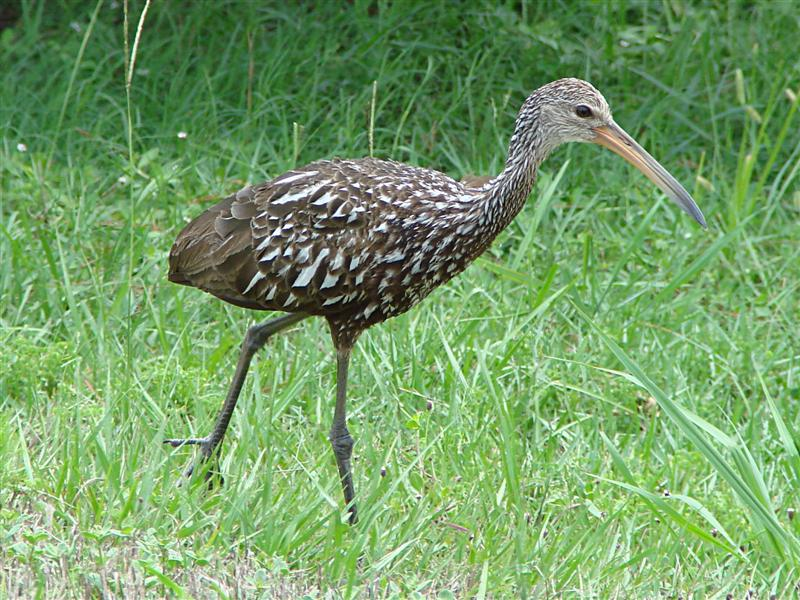
Арама (Aramus guarauna)

Родина: Арамові (Aramidae)
- Арама, Aramus guarauna

## Сивкоподібні(Charadriiformes)
Родина: Лежневі (Burhinidae)

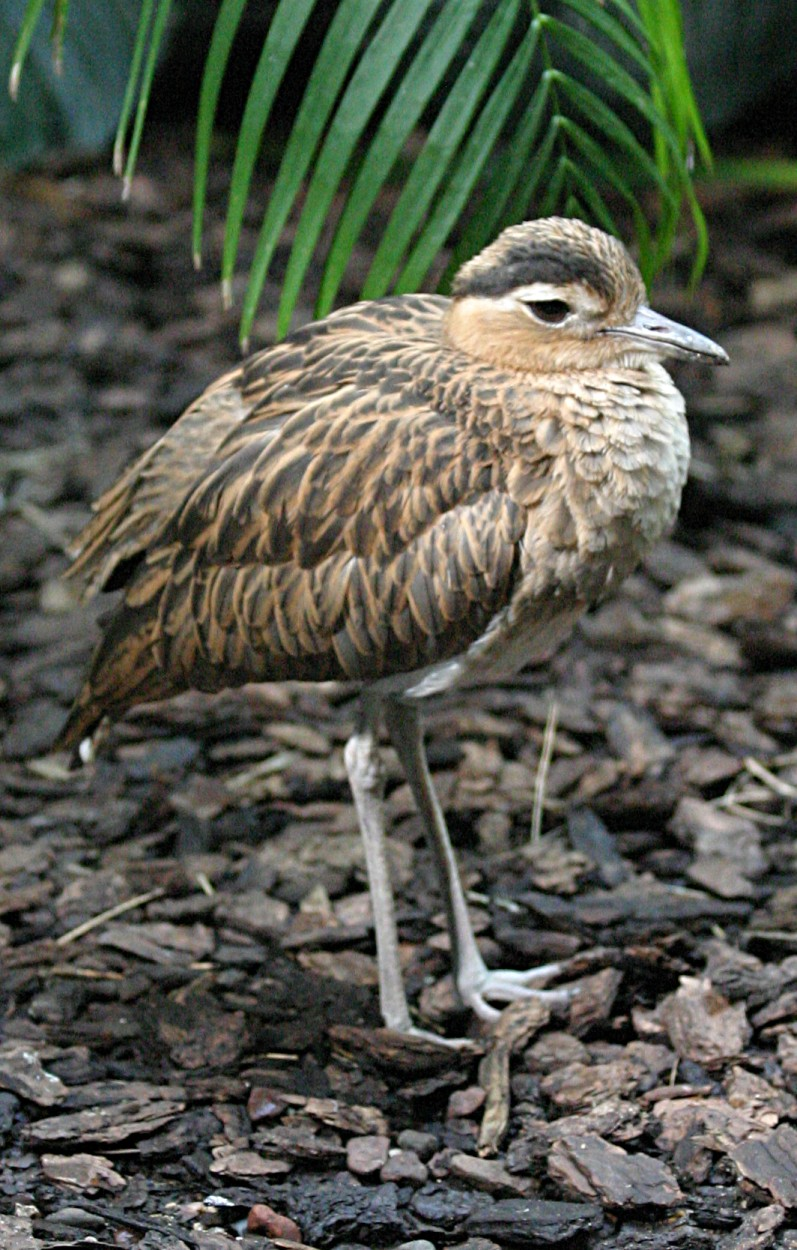
Лежень американський (Burhinus bistriatus)

- Лежень американський, Burhinus bistriatus

Родина: Чоботарові (Recurvirostridae)
- Himantopus mexicanus
- Чоботар американський, Recurvirostra americana

Родина: Куликосорокові (Haematopodidae)

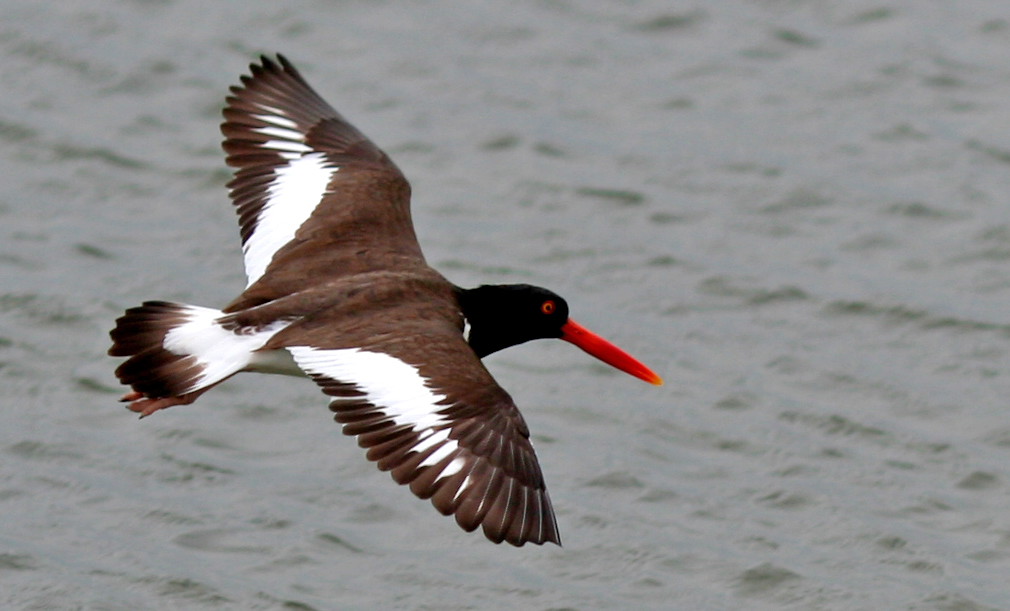
Кулик-сорока американський (Haematopus palliatus)

- Кулик-сорока американський, Haematopus palliatus

Родина: Сивкові (Charadriidae)
- Чайка чилійська, Vanellus chilensis (A)
- Сивка морська, Pluvialis squatarola
- Сивка американська, Pluvialis dominica
- Пісочник крикливий, Charadrius vociferus
- Пісочник канадський, Charadrius semipalmatus
- Пісочник жовтоногий, Charadrius melodus (A)  NT
- Пісочник довгодзьобий, Charadrius wilsonia
- Пісочник пампасовий, Charadrius collaris
- Пісочник американський, Charadrius nivosus  NT

Родина: Яканові (Jacanidae)
- Якана жовтолоба, Jacana spinosa

Родина: Баранцеві (Scolopacidae)
- Бартрамія, Bartramia longicauda
- Numenius phaeopus

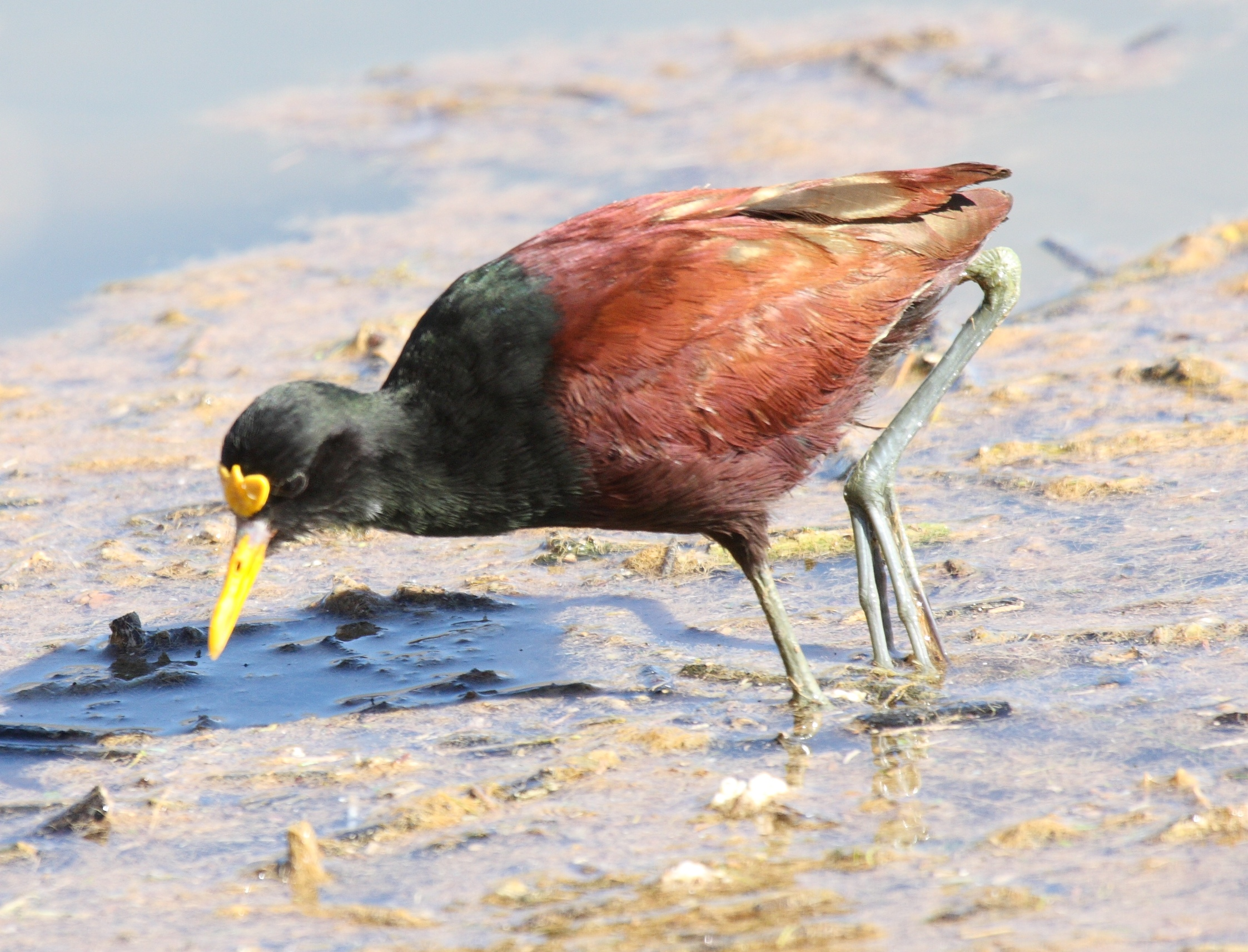
Якана жовтолоба (Jacana spinosa)

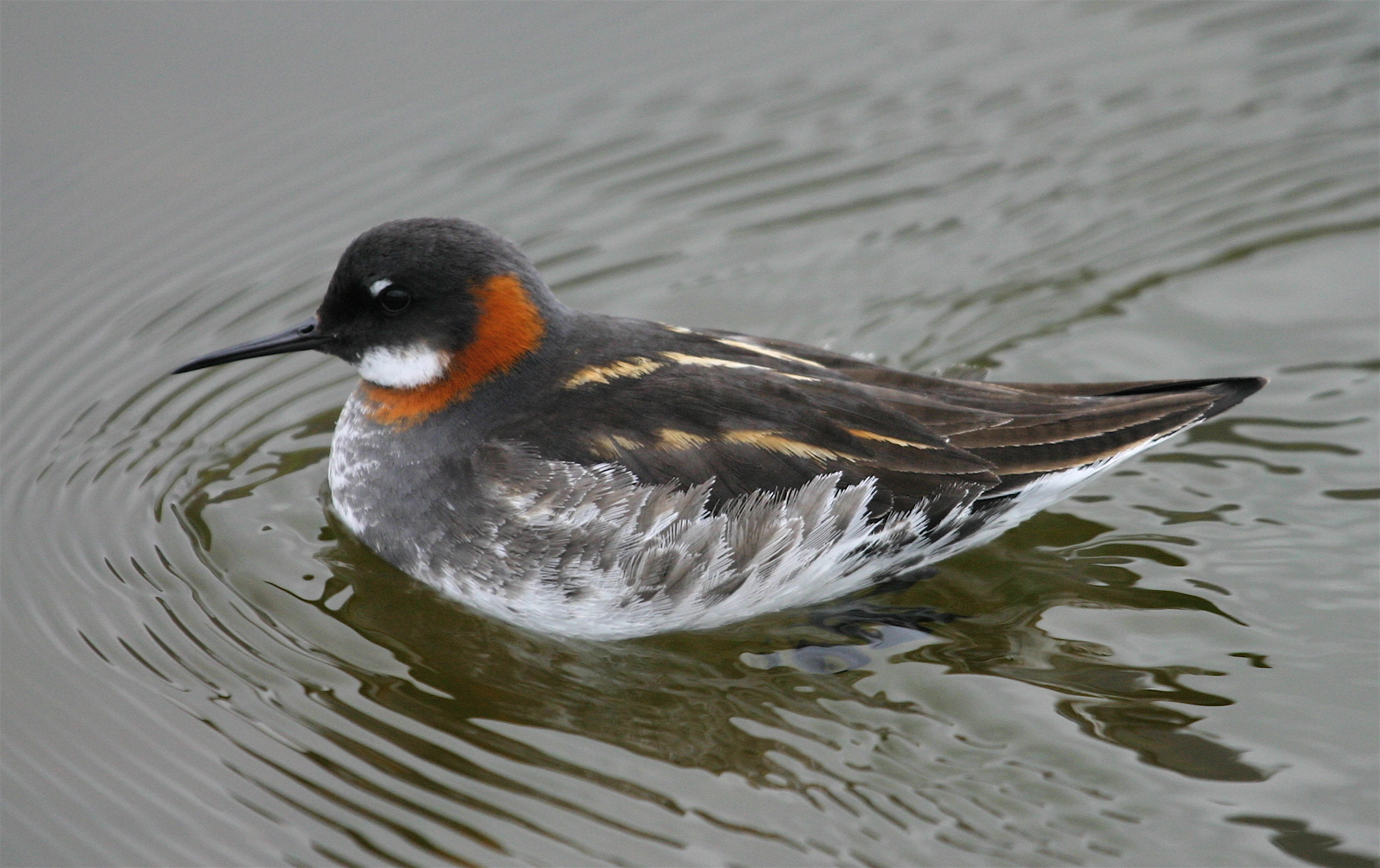
Плавунець круглодзьобий (Phalaropus lobatus)

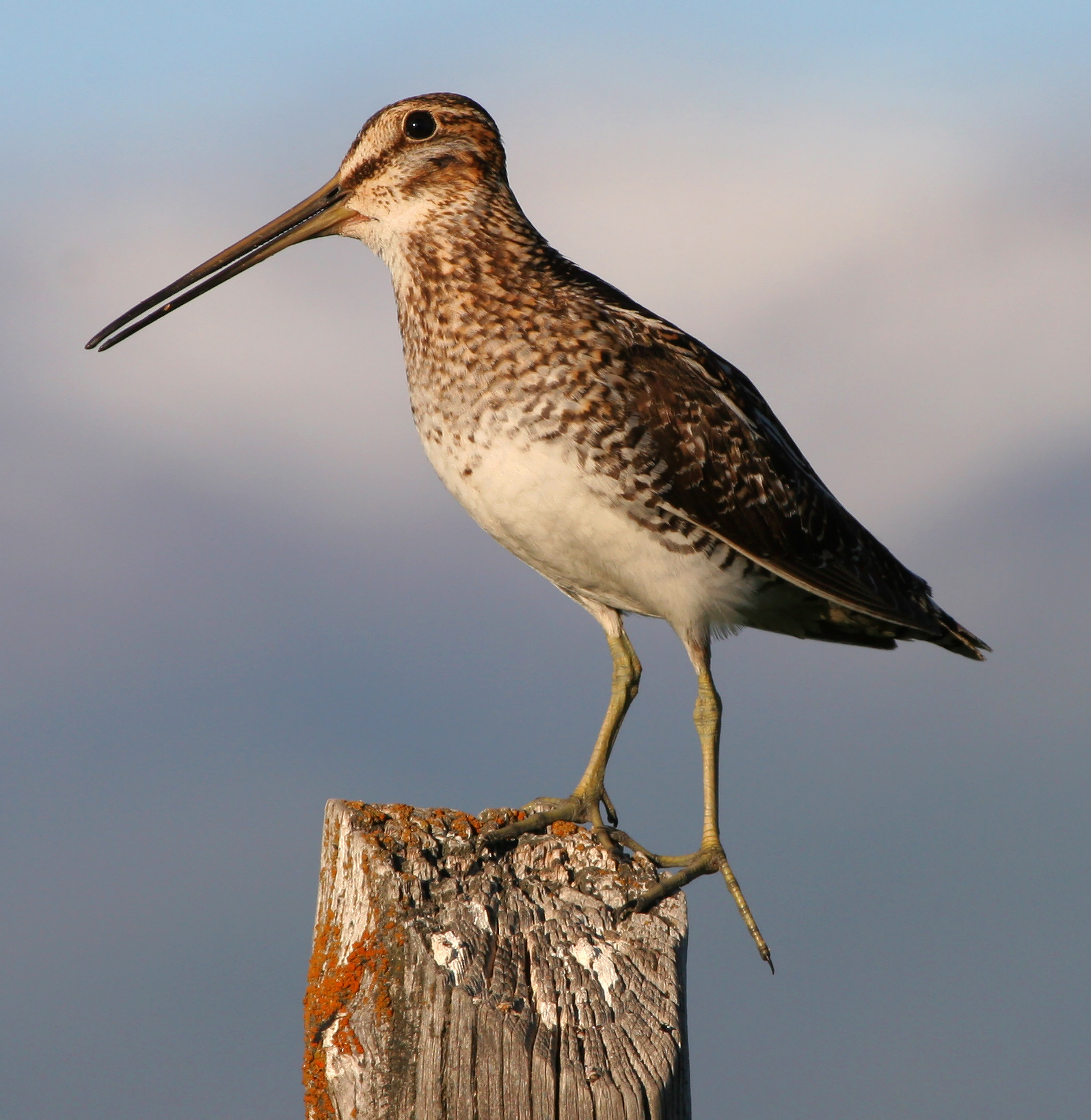
Баранець американський (Gallinago delicata)

- Кульон американський, Numenius americanus
- Грицик канадський, Limosa haemastica (A)
- Грицик чорнохвостий, Limosa fedoa
- Крем'яшник звичайний, Arenaria interpres
- Побережник ісландський, Calidris canutus  NT
- Побережник американський, Calidris virgata (A)
- Побережник довгоногий, Calidris himantopus
- Побережник білий, Calidris alba
- Побережник канадський, Calidris bairdii
- Побережник-крихітка, Calidris minutilla
- Побережник білогрудий, Calidris fuscicollis
- Жовтоволик, Calidris subruficollis  NT
- Побережник арктичний, Calidris melanotos
- Побережник довгопалий, Calidris pusilla  NT
- Побережник аляскинський, Calidris mauri
- Неголь короткодзьобий, Limnodromus griseus
- Неголь довгодзьобий, Limnodromus scolopaceus
- Gallinago delicata
- Набережник плямистий, Actitis macularius
- Коловодник малий, Tringa solitaria
- Коловодник аляскинський, Tringa incana
- Коловодник жовтоногий, Tringa flavipes
- Коловодник американський, Tringa semipalmata
- Коловодник строкатий, Tringa melanoleuca
- Плавунець довгодзьобий, Phalaropus tricolor
- Плавунець круглодзьобий, Phalaropus lobatus (A)

Родина: Поморникові (Stercorariidae)
- Поморник середній, Stercorarius pomarinus
- Поморник короткохвостий, Stercorarius parasiticus
- Поморник довгохвостий, Stercorarius longicaudus

Родина: Мартинові (Laridae)

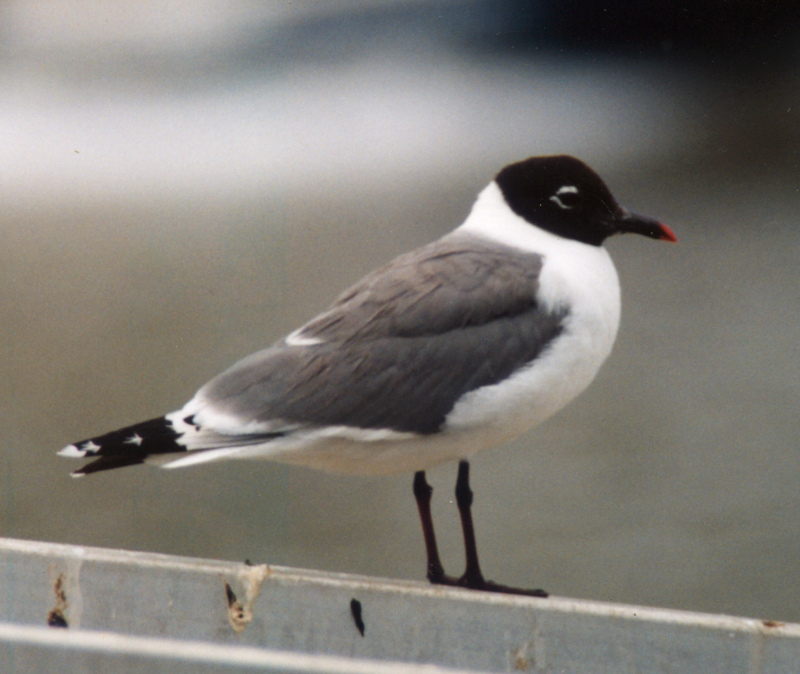
Мартин ставковий (Leucophaeus pipixcan)

- Мартин вилохвостий, Xema sabini (A)
- Leucophaeus atricilla (A)
- Мартин ставковий, Leucophaeus pipixcan
- Мартин червонодзьобий, Larus heermanni (A)
- Мартин делаверський, Larus delawarensis
- Мартин західний, Larus occidentalis (A)
- Мартин каліфорнійський, Larus californicus (A)
- Мартин американський, Larus smithsonianus
- Мартин чорнокрилий, Larus fuscus (A)
- Мартин домініканський, Larus dominicanus  (A)
- Крячок бурий, Anous stolidus
- Крячок атоловий, Anous minutus
- Крячок строкатий, Onychoprion fuscatus (A)
- Крячок бурокрилий, Onychoprion anaethetus
- Крячок карибський, Sternula antillarum
- Крячок великодзьобий, Phaetusa simplex (A)
- Крячок чорнодзьобий, Gelochelidon nilotica
- Крячок каспійський, Hydroprogne caspia
- Крячок чорний, Chlidonias niger
- Крячок рожевий, Sterna dougallii
- Крячок річковий, Sterna hirundo
- Крячок полярний, Sterna paradisaea (A)
- Крячок неоарктичний, Sterna forsteri
- Крячок королівський, Thalasseus maxima
- Крячок рябодзьобий, Thalasseus sandvicensis
- Крячок каліфорнійський, Thalasseus elegans  NT
- Водоріз американський, Rynchops niger

## Фаетоноподібні(Phaethontiformes)
Родина: Фаетонові (Phaethontidae)
- Фаетон білохвостий, Phaethon lepturus (A)

## Тіганоподібні(Eurypygiformes)
Родина: Тіганові (Eurypygidae)
- Тігана, Eurypyga helias

## Буревісникоподібні(Procellariiformes)
Родина: Качуркові (Hydrobatidae)
- Качурка північна, Hydrobates leucorhous (A)  VU
- Качурка галапагоська, Hydrobates tethys (A)
- Качурка чорна, Hydrobates melania (A)
- Качурка каліфорнійська, Hydrobates microsoma (A)

Родина: Буревісникові (Procellariidae)
- Буревісник великий, Ardenna gravis (A)

## Лелекоподібні(Ciconiiformes)
Родина: Лелекові (Ciconiidae)

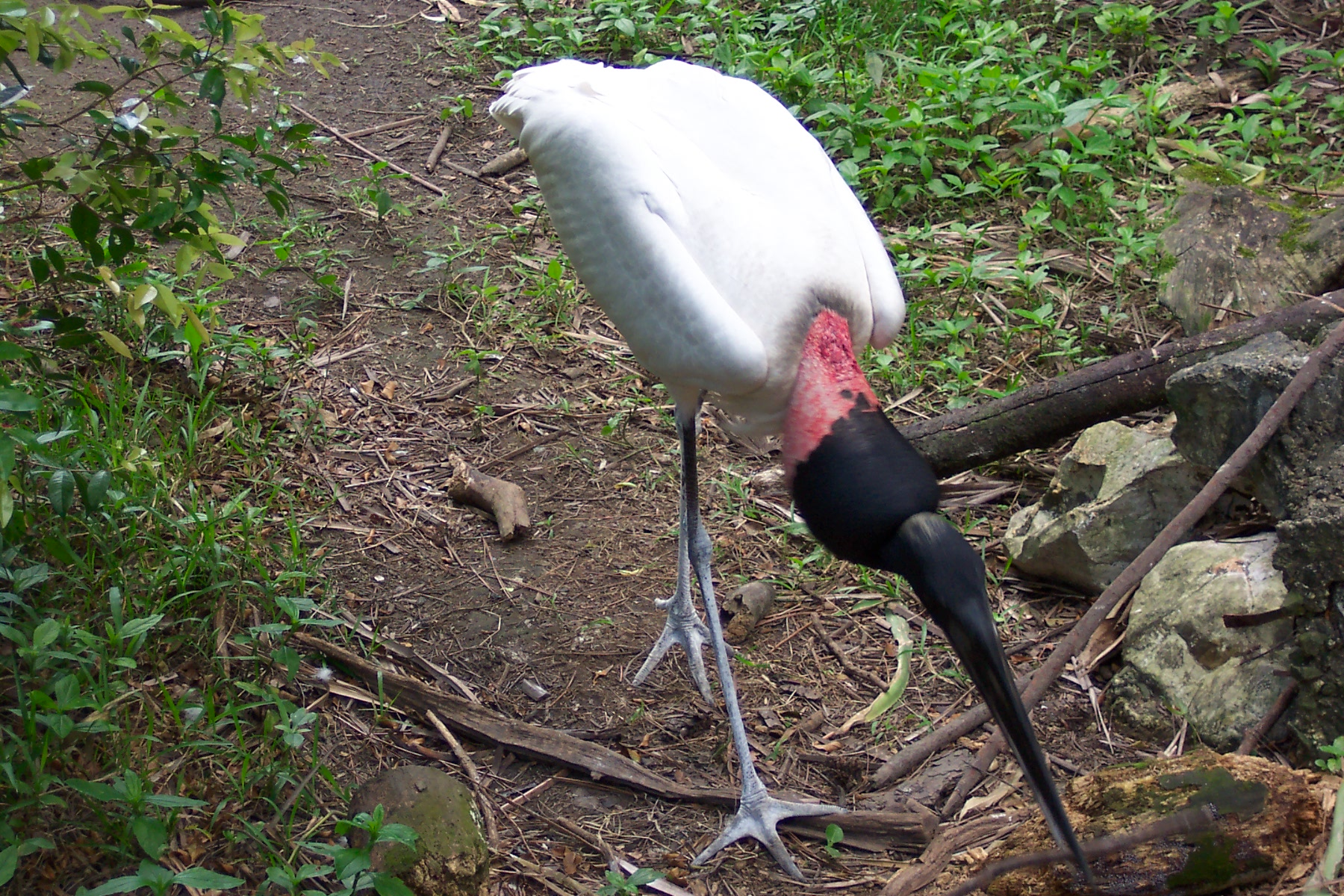
Ябіру неотропічний (Jabiru mycteria)

- Ябіру неотропічний, Jabiru mycteria
- Міктерія, Mycteria americana

## Сулоподібні(Suliformes)
Родина: Фрегатові (Fregatidae)
- Фрегат карибський, Fregata magnificens

Родина: Сулові (Sulidae)
- Сула жовтодзьоба, Sula dactylatra
- Сула блакитнонога, Sula nebouxii
- Сула білочерева, Sula leucogaster
- Сула червононога, Sula sula (A)

Родина: Змієшийкові (Anhingidae)

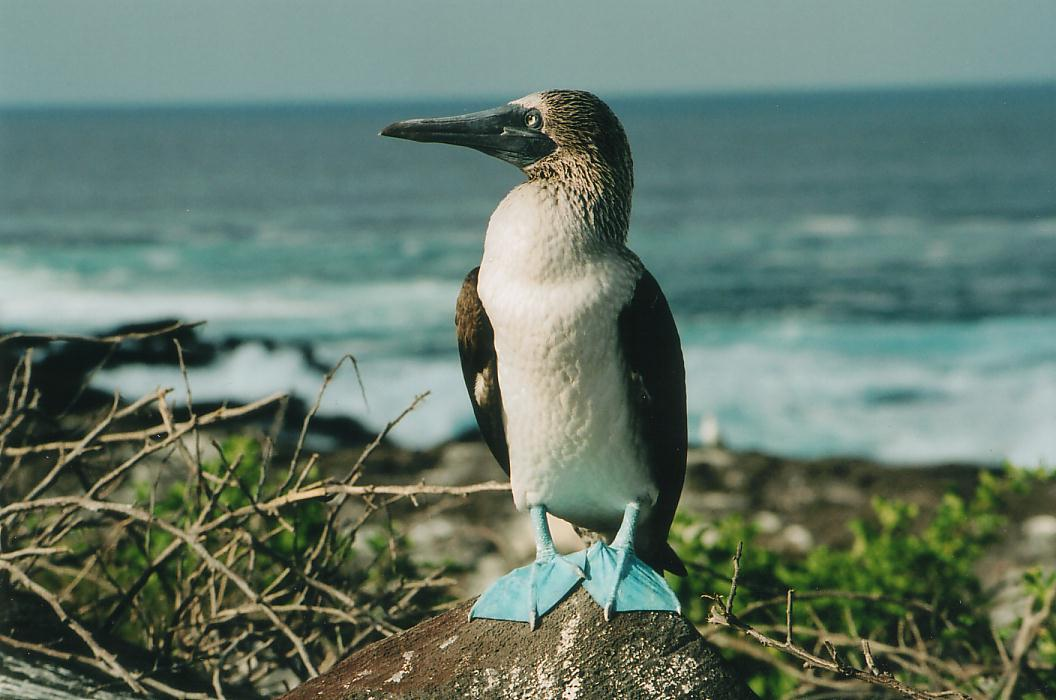
Сула блакитнонога (Sula nebouxii)

- Змієшийка американська, Anhinga anhinga

Родина: Бакланові (Phalacrocoracidae)
- Баклан вухатий, Nannopterum auritum (A)
- Баклан бразильський, Nannopterum brasilianum

## Пеліканоподібні(Pelecaniformes)
Родина: Пеліканові (Pelecanidae)

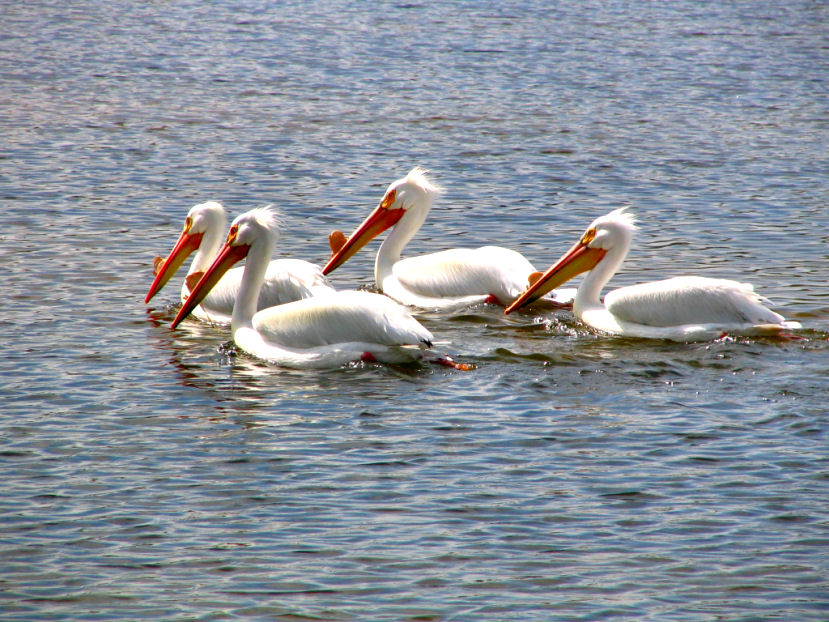
Пелікан рогодзьобий (Pelecanus erythrorhynchos)

- Пелікан рогодзьобий, Pelecanus erythrorhynchos
- Пелікан бурий, Pelecanus occidentalis

Родина: Чаплеві (Ardeidae)

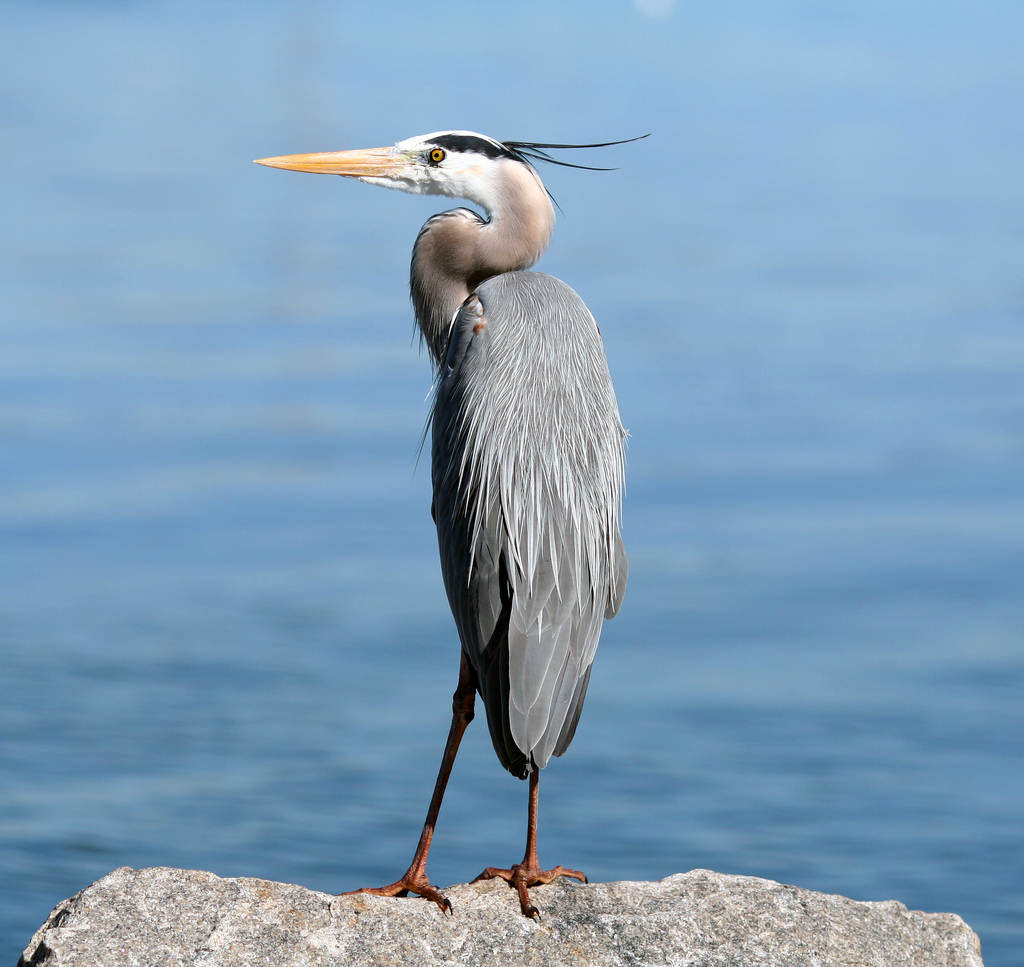
Чапля північна (Ardea herodias)

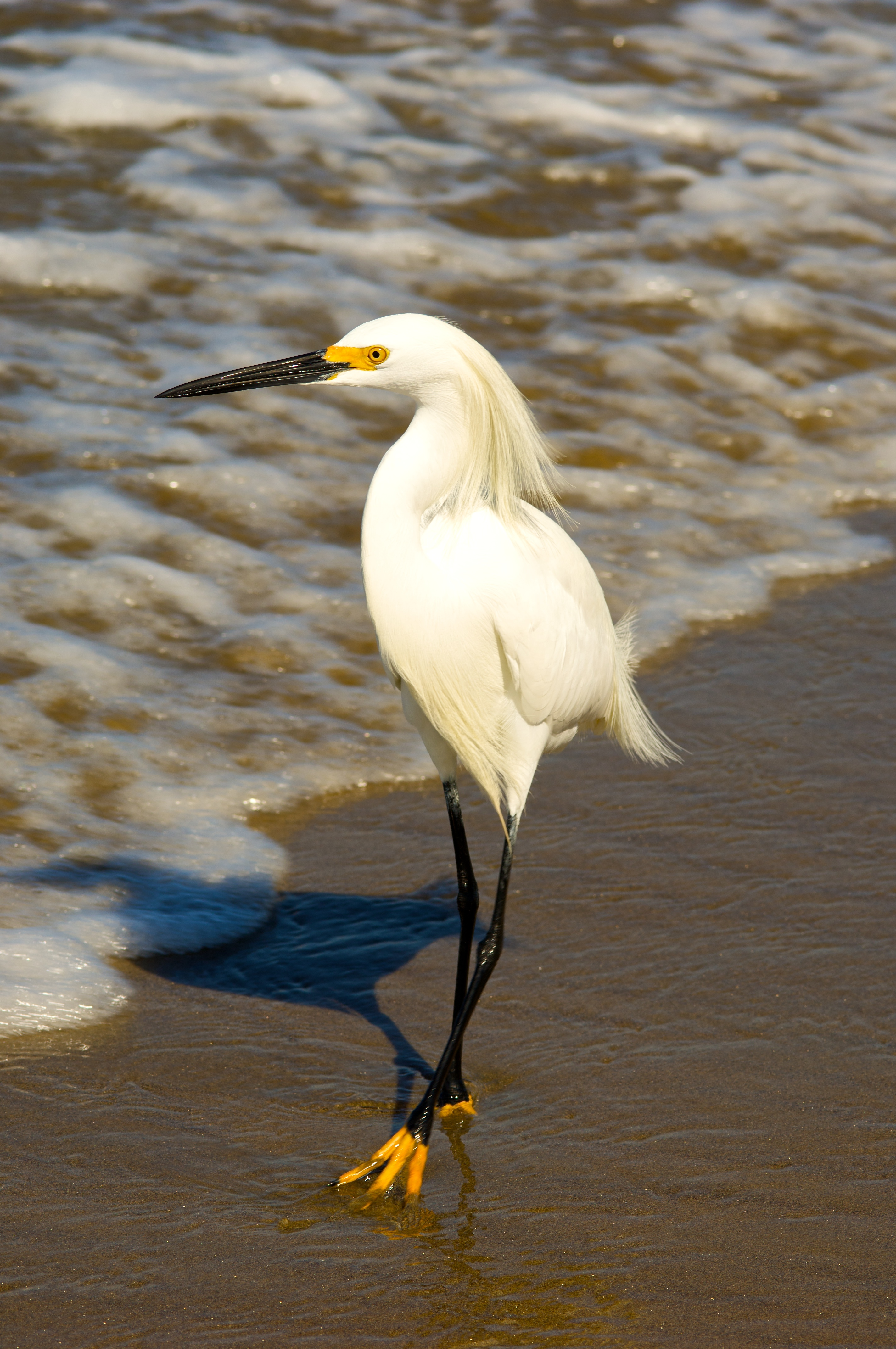
Чепура американська (Egretta thula)

- Бугай строкатий, Botaurus pinnatus
- Бугай американський, Botaurus lentiginosus
- Бугайчик американський, Ixobrychus exilis
- Бушля рудошия, Tigrisoma lineatum
- Бушля чорношия, Tigrisoma fasciatum
- Бушля мексиканська, Tigrisoma mexicanum
- Чапля північна, Ardea herodias
- Чепура велика, Ardea alba
- Чепура американська, Egretta thula
- Чепура блакитна, Egretta caerulea
- Чепура трибарвна, Egretta tricolor
- Чепура рудошия, Egretta rufescens  NT
- Чапля єгипетська, Bubulcus ibis
- Чапля зелена, Butorides virescens
- Агамія, Agamia agami  VU
- Квак звичайний, Nycticorax nycticorax
- Квак чорногорлий, Nyctanassa violacea
- Квак широкодзьобий, Cochlearius cochlearius

Родина: Ібісові (Threskiornithidae)
- Ібіс білий, Eudocimus albus

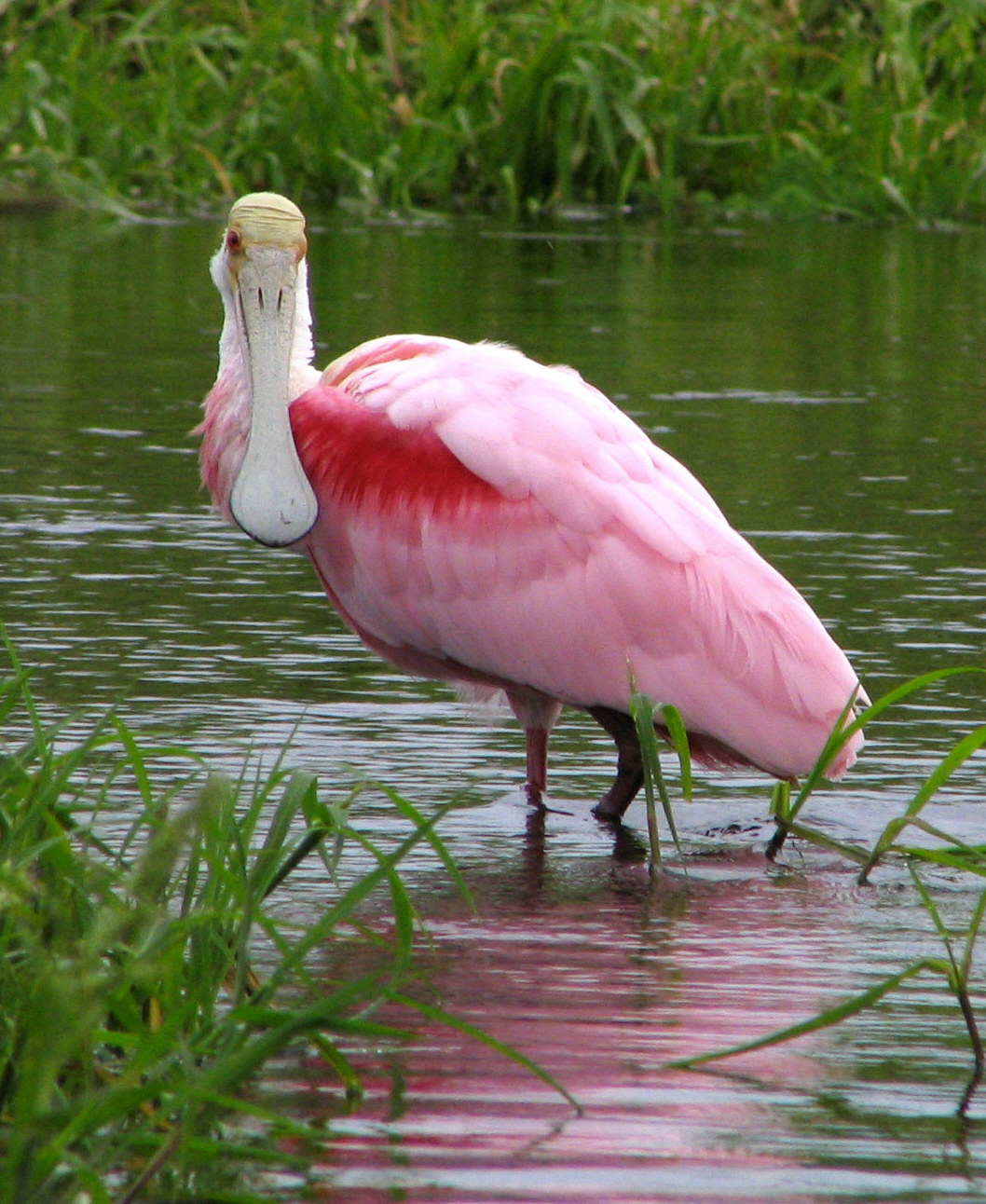
Косар рожевий (Platalea ajaja)

- Коровайка бура, Plegadis falcinellus
- Коровайка американська, Plegadis chihi (A)
- Ібіс каєнський, Mesembrinibis cayennensis
- Косар рожевий, Platalea ajaja

## Катартоподібні(Cathartiformes)
Родина: Катартові (Cathartidae)

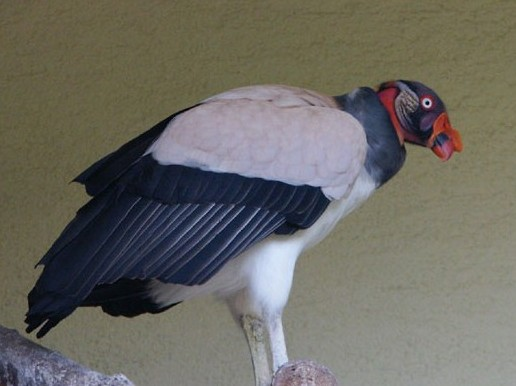
Кондор королівський (Sarcoramphus papa)

- Кондор королівський, Sarcoramphus papa
- Урубу, Coragyps atratus
- Катарта червоноголова, Cathartes aura
- Катарта саванова, Cathartes burrovianus

## Яструбоподібні(Accipitriformes)
Родина: Скопові (Pandionidae)
- Скопа, Pandion haliaetus

Родина: Яструбові (Accipitridae)

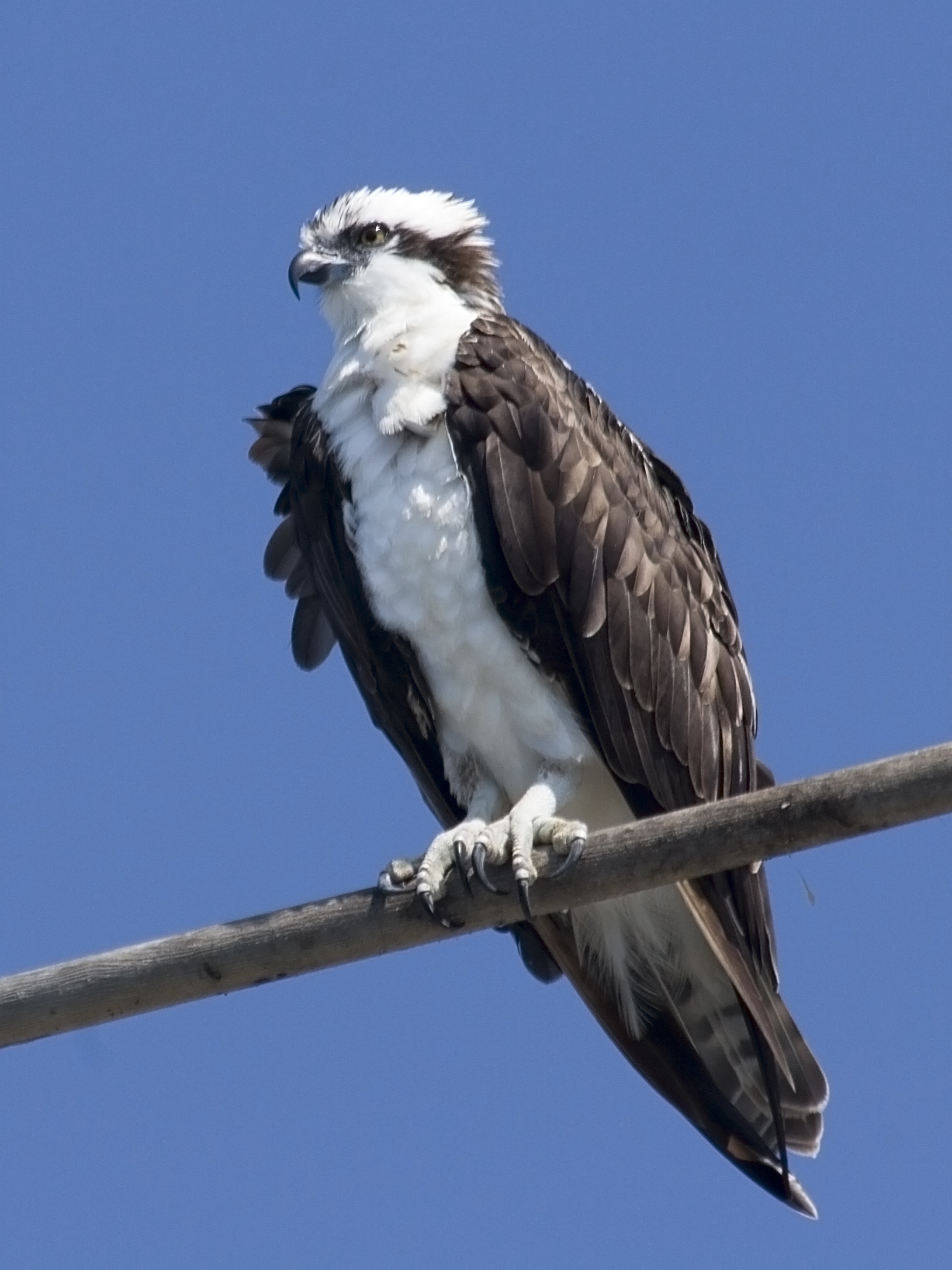
Скопа (Pandion haliaetus)

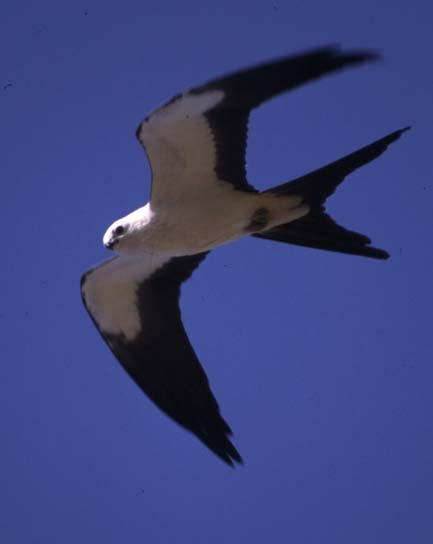
Лунь вилохвостий (Elanoides forficatus)

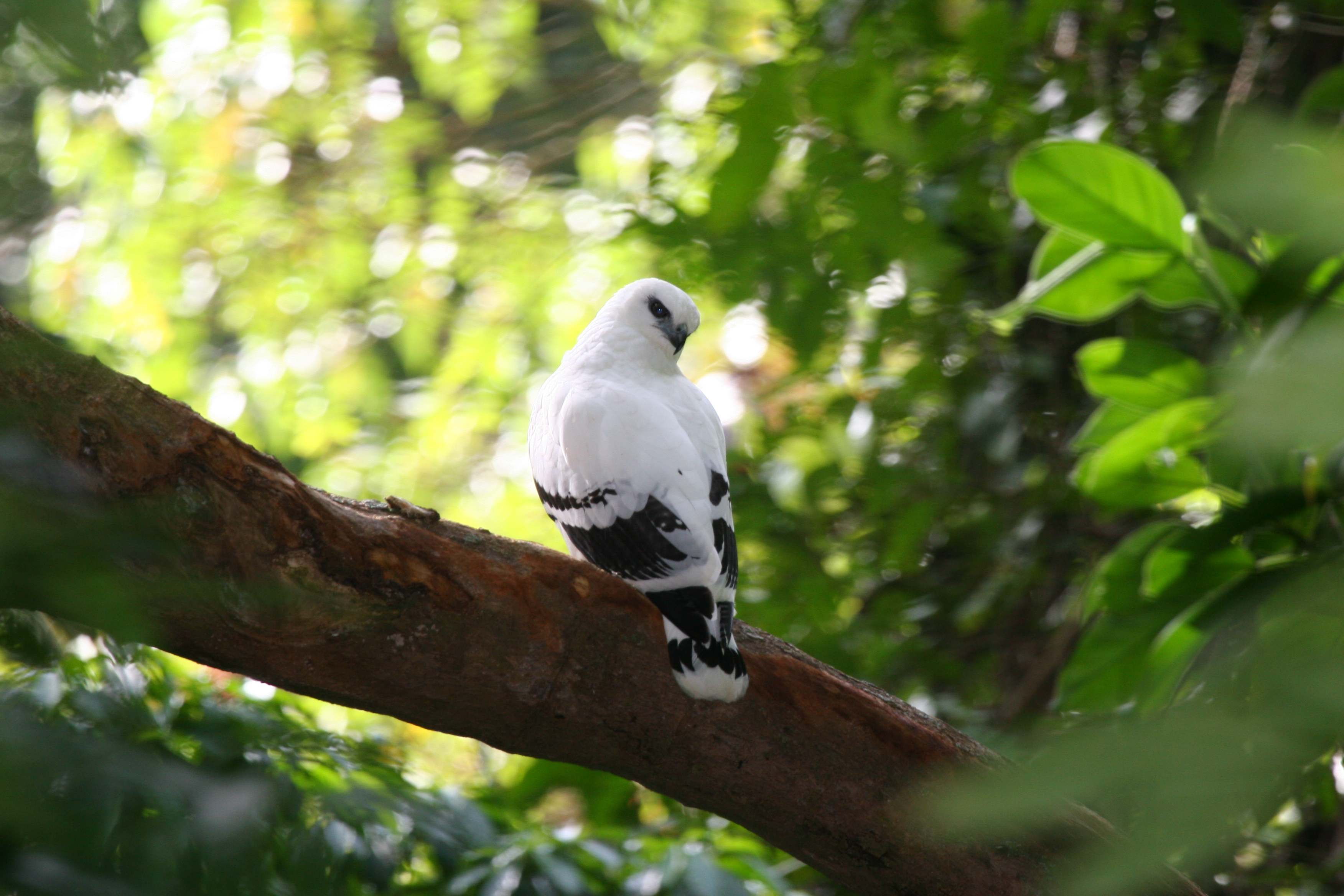
Канюк білий (Pseudastur albicollis)

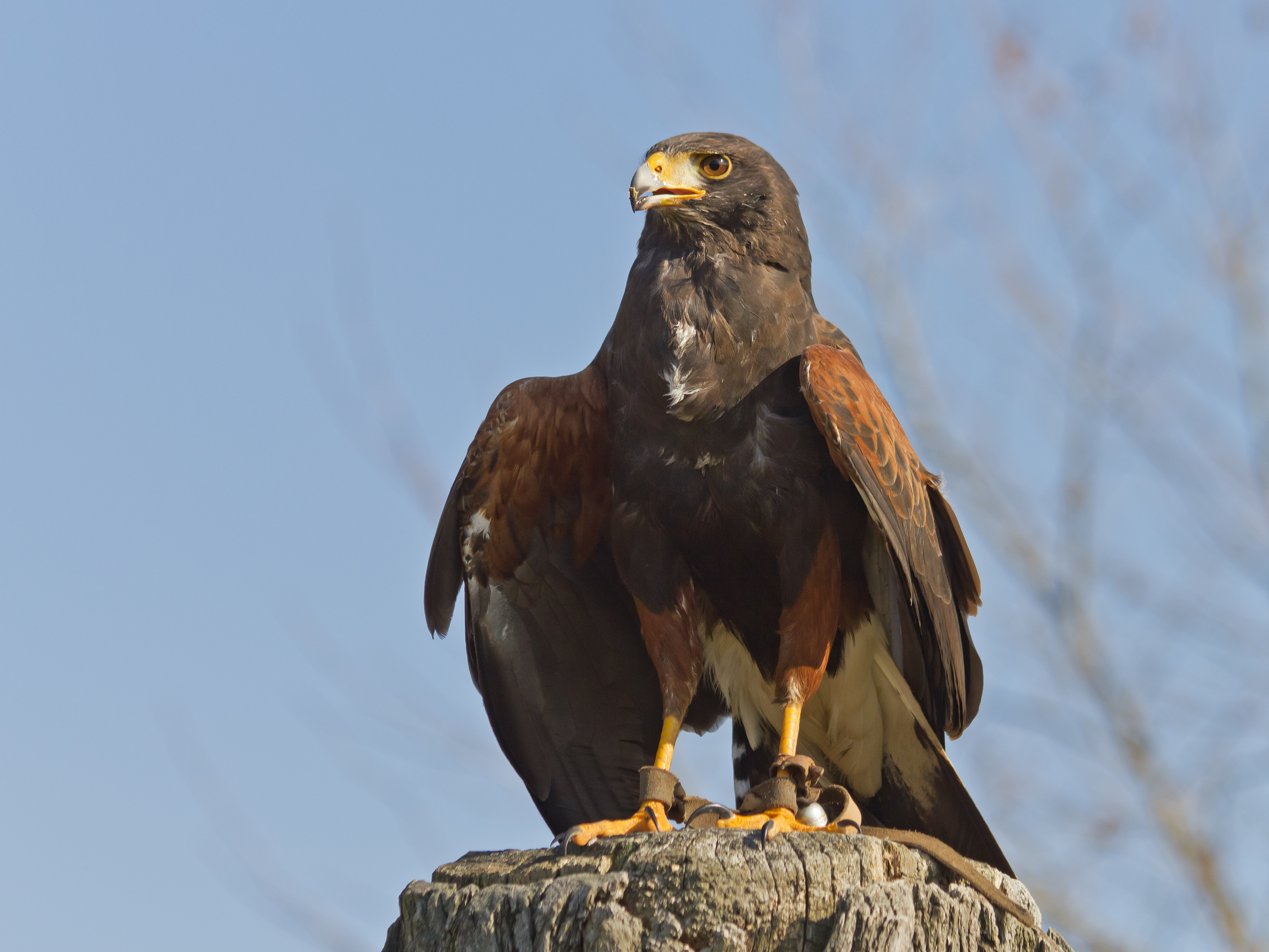
Канюк пустельний (Parabuteo unicinctus)

- Шуліка-крихітка, Gampsonyx swainsonii
- Шуліка білохвостий, Elanus leucurus
- Chondrohierax uncinatus
- Шуляк каєнський, Leptodon cayanensis
- Elanoides forficatus
- Гарпія гвіанська, Morphnus guianensis  NT
- Гарпія велика, Harpia harpyja  NT
- Spizaetus tyrannus
- Spizaetus melanoleucus
- Spizaetus ornatus  NT
- Harpagus bidentatus
- Лунь американський, Circus hudsonius
- Яструб-крихітка, Accipiter superciliosus (A)
- Яструб неоарктичний, Accipiter striatus
- Яструб чорноголовий, Accipiter cooperii
- Яструб неотропічний, Accipiter bicolor
- Ictinia mississippiensis
- Ictinia plumbea
- Канюк-рибалка, Busarellus nigricollis
- Geranospiza caerulescens
- Шуліка-слимакоїд червоноокий, Rostrhamus sociabilis
- Buteogallus anthracinus
- Buteogallus urubitinga
- Buteogallus solitarius  NT
- Канюк великодзьобий, Rupornis magnirostris
- Канюк пустельний, Parabuteo unicinctus
- Канюк білохвостий, Geranoaetus albicaudatus
- Pseudastur albicollis
- Канюк чорноголовий, Leucopternis semiplumbeus
- Buteo plagiatus
- Канюк ширококрилий, Buteo platypterus
- Buteo brachyurus
- Канюк прерієвий, Buteo swainsoni
- Buteo albonotatus
- Канюк неоарктичний, Buteo jamaicensis

## Совоподібні(Strigiformes)
Родина: Сипухові (Tytonidae)
- Сипуха крапчаста, Tyto alba

Родина: Совові (Strigidae)

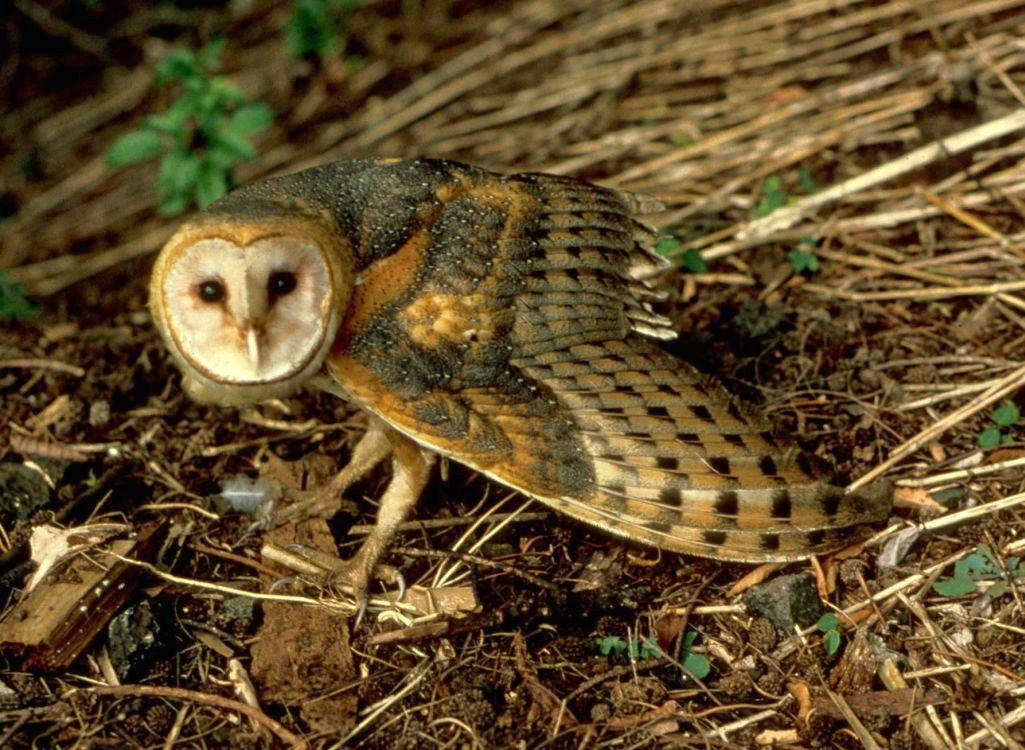
Сипуха крапчаста (Tyto alba)

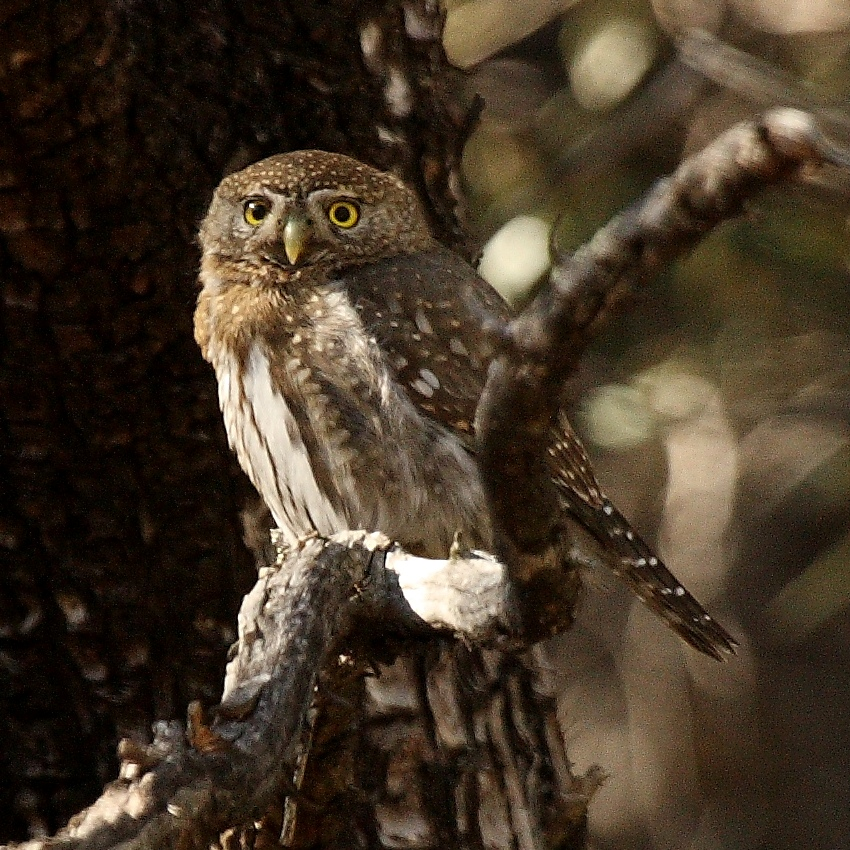
Сичик-горобець каліфорнійський (Glaucidium californicum)

- Сплюшка вусата, Megascops trichopsis
- Сплюшка мангрова, Megascops cooperi
- Сплюшка гватемальська, Megascops guatemalae
- Сова-рогань бура, Lophostrix cristata
- Сова вохристочерева, Pulsatrix perspicillata
- Пугач віргінський, Bubo virginianus
- Сичик-горобець гватемальський, Glaucidium cobanense
- Сичик-горобець буроголовий, Glaucidium griseiceps
- Сичик-горобець рудий, Glaucidium brasilianum
- Сич американський, Athene cunicularia (A)
- Сова-лісовик бура, Ciccaba virgata
- Сова-лісовик строката, Ciccaba nigrolineata
- Сова чіяпська, Strix fulvescens
- Сова темна, Asio stygius
- Сова-крикун, Asio clamator
- Сич білобровий, Aegolius ridgwayi (A)

## Трогоноподібні(Trogoniformes)
Родина: Трогонові (Trogonidae)
- Трогон червонодзьобий, Trogon massena
- Трогон чорноволий, Trogon melanocephalus
- Трогон синьоголовий, Trogon caligatus
- Трогон жовтогрудий, Trogon rufus
- Трогон ошатноперий, Trogon elegans
- Трогон гірський, Trogon mexicanus
- Трогон темноволий, Trogon collaris
- Квезал довгохвостий, Pharomachrus mocinno  NT

## Сиворакшоподібні(Coraciiformes)
Родина: Момотові (Momotidae)
- Момот малий, Hylomanes momotula
- Момот блакитногорлий, Aspatha gularis
- Momotus lessonii (A)
- Момот чорнощокий, Momotus momota
- Момот амазонійський, Baryphthengus martii
- Момот гостродзьобий, Electron carinatum  VU
- Момот широкодзьобий, Electron platyrhynchum
- Момот рудочеревий, Eumomota superciliosa

Родина: Рибалочкові (Alcedinidae)
- Megaceryle torquatus
- Рибалочка-чубань північний, Megaceryle alcyon
- Рибалочка амазонійський, Chloroceryle amazona
- Рибалочка карликовий, Chloroceryle aenea
- Рибалочка зелений, Chloroceryle americana
- Рибалочка рудогрудий, Chloroceryle inda

## Дятлоподібні(Piciformes)
Родина: Лінивкові (Bucconidae)

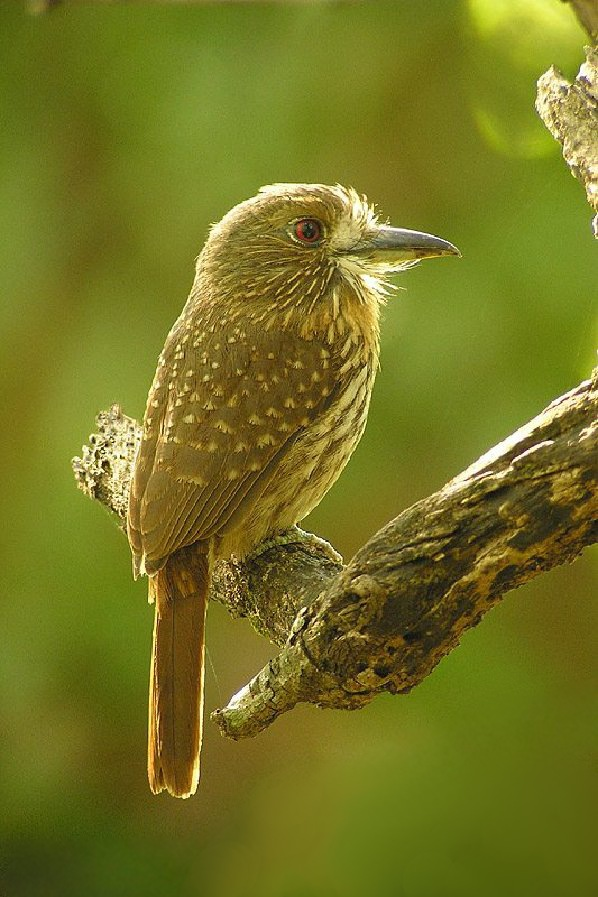
Таматія панамська Malacoptila panamensis

- Лінивка-строкатка білошия, Notharchus hyperrhynchus
- Таматія панамська, Malacoptila panamensis
- Лінивка-чорнопер білолоба, Monasa morphoeus

Родина: Якамарові (Galbulidae)
- Якамара рудохвоста, Galbula ruficauda
- Якамара велика, Jacamerops aureus

Родина: Туканові (Ramphastidae)
- Тукан оливковоголовий, Aulacorhynchus prasinus
- Аракарі плямистоволий, Pteroglossus torquatus
- Тукан панамський, Selenidera spectabilis
- Тукан жовтогорлий, Ramphastos sulfuratus
- Тукан жовтошиїй, Ramphastos ambiguus  NT

Родина: Дятлові (Picidae)
- Добаш оливковий, Picumnus olivaceus
- Гіла чорновола, Melanerpes formicivorus
- Melanerpes pucherani
- Melanerpes pygmaeus
- Melanerpes hoffmannii
- Melanerpes aurifrons
- Дятел-смоктун жовточеревий, Sphyrapicus varius
- Dryobates scalaris
- Дятел волохатий, Dryobates villosus
- Dryobates fumigatus
- Дятел-смугань коста-риканський, Piculus simplex
- Piculus rubiginosus
- Декол золотистий, Colaptes auratus
- Celeus castaneus
- Dryocopus lineatus
- Campephilus guatemalensis

## Соколоподібні(Falconiformes)
Родина: Соколові (Falconidae)
- Рарія бразильська, Micrastur ruficollis
- Рарія білочерева, Micrastur mirandollei
- Рарія білошия, Micrastur semitorquatus
- Каракара червоногорла (Ibycter americanus)
- Каракара аргентинська, Caracara plancus
- Хімахіма, Milvago chimachima
- Макагуа, Herpetotheres cachinnans
- Боривітер американський, Falco sparverius
- Підсоколик малий, Falco columbarius
- Сокіл мексиканський, Falco femoralis
- Підсоколик смугастогрудий, Falco rufigularis
- Підсоколик рудогрудий, Falco deiroleucus (Знищений?)  NT
- Сапсан, Falco peregrinus

## Папугоподібні(Psittaciformes)
Родина: Папугові (Psittacidae)
- Аратинга ямайський, Eupsittula nana
- Аратинга мексиканський, Eupsittula canicularis
- Араканга, Ara macao
- Ара нікарагуанський, Ara ambiguus  EN
- Аратинга червоногорлий, Psittacara rubritorquis
- Аратинга гватемальський, Psittacara strenuus
- Аратинга червонолобий, Psittacara finschi (A?) (H)
- Катіта панамський, Bolborhynchus lineola
- Тіріка буроплечий, Brotogeris jugularis
- Каїка бурощокий, Pyrilia haematotis
- Папуга-червоногуз білолобий, Pionus senilis
- Амазон білолобий, Amazona albifrons
- Амазон юкатанський, Amazona xantholora
- Амазон жовтощокий, Amazona autumnalis
- Amazona guatemalae
- Amazona oratrix  EN
- Amazona auropalliata  EN

## Горобцеподібні(Passeriformes)
Родина: Манакінові (Pipridae)

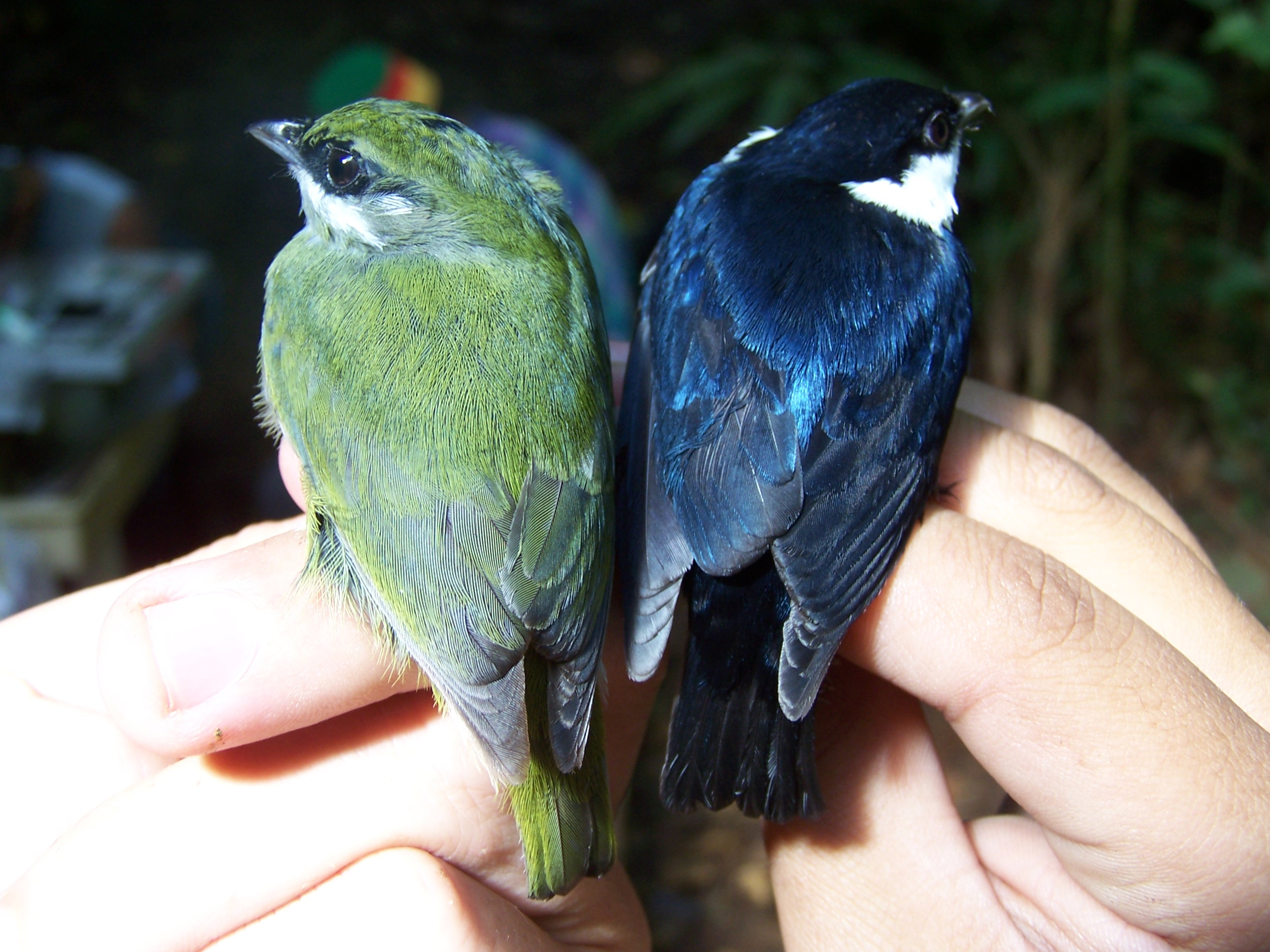
Манакін-бородань білогорлий (Corapipo altera)

- Манакін-червононіг північний, Chiroxiphia linearis
- Манакін-бородань білогорлий, Corapipo altera
- Манакін-короткокрил бразильський, Manacus candei
- Манакін мексиканський, Ceratopipra mentalis

Родина: Котингові (Cotingidae)
- Котинга мексиканська, Cotinga amabilis
- Пига руда, Lipaugus unirufus
- Арапонга руда, Procnias tricarunculata  VU
- Блаватник сіродзьобий, Carpodectes nitidus

Родина: Бекардові (Tityridae)
- Лорон північний, Schiffornis veraepacis
- Аулія руда, Laniocera rufescens
- Бекарда маскова, Tityra semifasciata
- Бекарда чорноголова, Tityra inquisitor
- Бекард іржастий, Pachyramphus cinnamomeus
- Бекард рябокрилий, Pachyramphus polychopterus
- Бекард сосновий, Pachyramphus major
- Бекард великий, Pachyramphus aglaiae
- Віялочуб північний, Onychorhynchus mexicanus
- Москверито рудохвостий, Terenotriccus erythrurus
- Тиранка світлогорла, Myiobius sulphureipygius

Родина: Тиранові (Tyrannidae)

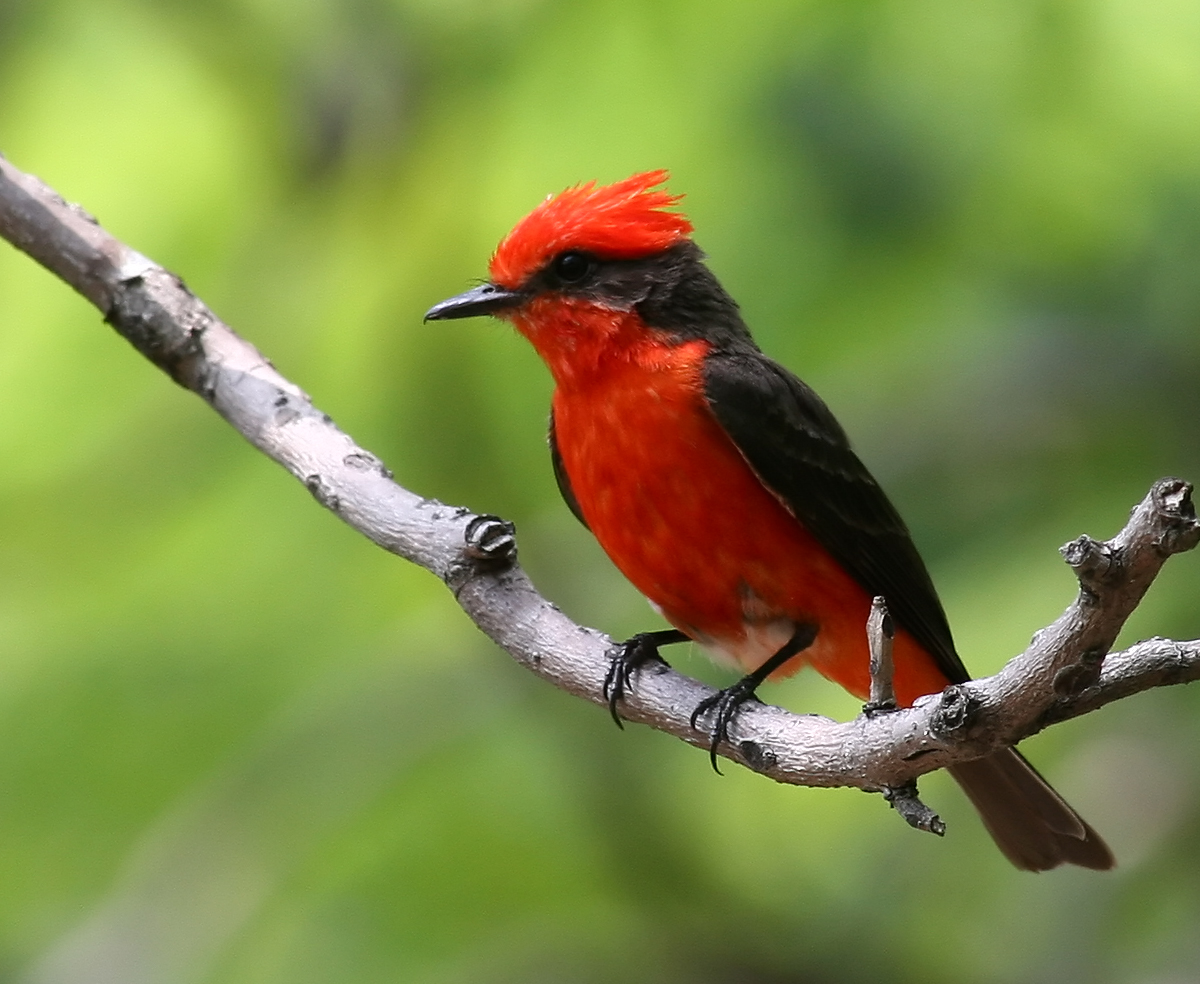
Москверо карміновий (Pyrocephalus obscurus)

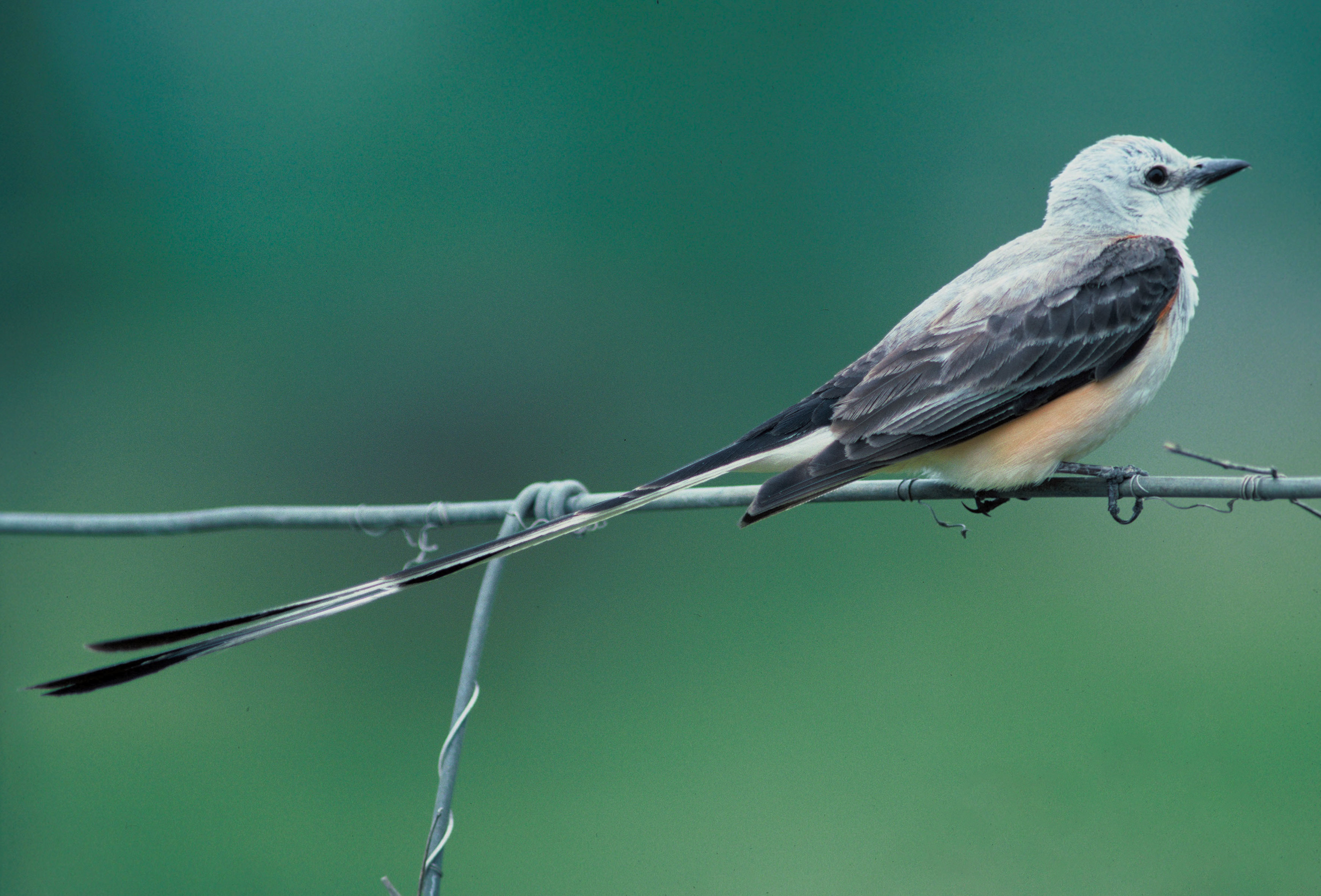
Тиран мексиканський (Tyrannus forficatus)

- Ірличок сіроголовий, Piprites griseiceps
- Лопатодзьоб північний, Platyrinchus cancrominus
- Лопатодзьоб золотоголовий, Platyrinchus coronatus
- Тиранчик-мухолюб вохристий, Mionectes oleagineus
- Тиран-інка буроголовий, Leptopogon amaurocephalus
- Тиранчик-чубань західний, Lophotriccus pileatus
- Криводзьоб північний, Oncostoma cinereigulare
- Мухолов сизоголовий, Poecilotriccus sylvia
- Мухолов-клинодзьоб сірий, Todirostrum cinereum
- Мухолов-клинодзьоб північний, Todirostrum nigriceps
- Пікоплано панамський, Rhynchocyclus brevirostris
- Мухоїд світлогорлий, Tolmomyias sulphurescens
- Ornithion semiflavum
- Тиранчик-тонкодзьоб північний, Camptostoma imberbe
- Тиранчик жовтий, Capsiempis flaveola
- Тиранець зелений, Myiopagis viridicata
- Еленія жовточерева, Elaenia flavogaster
- Еленія гірська, Elaenia frantzii
- Тиран-малюк північний, Zimmerius vilissimus (A)
- Тиран-малюк омеловий, Zimmerius parvus
- Атіла золотогузий, Attila spadiceus
- Rhytipterna holerythra
- Копетон темноголовий, Myiarchus tuberculifer
- Копетон світлочеревий, Myiarchus cinerascens
- Копетон світлогорлий, Myiarchus nuttingi
- Копетон чубатий, Myiarchus crinitus
- Копетон блідий, Myiarchus tyrannulus
- Pitangus sulphuratus
- Пітанга-великодзьоб, Megarynchus pitangua
- Бієнтевіо червоноголовий, Myiozetetes similis
- Бієнтевіо сіроголовий, Myiozetetes granadensis
- Конопа білогорла, Conopias albovittatus
- Тиран смугастий, Myiodynastes maculatus
- Тиран жовточеревий, Myiodynastes luteiventris
- Тиран-розбійник, Legatus leucophaius
- Тиран тропічний, Tyrannus melancholicus
- Тиран техаський, Tyrannus couchii (A)
- Тиран-крикун, Tyrannus vociferans
- Тиран західний, Tyrannus verticalis
- Тиран королівський, Tyrannus tyrannus
- Тиран сірий, Tyrannus dominicensis
- Тиран темноголовий, Tyrannus caudifasciatus (A)
- Тиран мексиканський, Tyrannus forficatus
- Тиран вилохвостий, Tyrannus savana
- Москверо білогорлий, Aphanotriccus capitalis  VU
- Москверо-чубань рудоволий, Xenotriccus callizonus [1]
- Монудо рудий, Mitrephanes phaeocercus
- Піві північний, Contopus cooperi  NT
- Піві великий, Contopus pertinax
- Піві бурий, Contopus sordidulus
- Піві лісовий, Contopus virens
- Піві сірий, Contopus cinereus
- Піві-малюк жовточеревий, Empidonax flaviventris
- Піві-малюк оливковий, Empidonax virescens
- Піві-малюк вільховий, Empidonax alnorum
- Піві-малюк вербовий, Empidonax traillii
- Піві-малюк світлогорлий, Empidonax albigularis
- Піві-малюк сизий, Empidonax minimus
- Піві-малюк ялиновий, Empidonax hammondii
- Піві-малюк золотистий, Empidonax flavescens
- Піві-малюк вохристий, Empidonax fulvifrons
- Sayornis nigricans
- Pyrocephalus rubinus
- Colonia colonus

Родина: Сорокушові (Thamnophilidae)
- Колючник смугастий, Cymbilaimus lineatus
- Тараба, Taraba major
- Сорокуш смугастий, Thamnophilus doliatus
- Сорокуш низинний, Thamnophilus atrinucha
- Кущівник рудий, Thamnistes anabatinus
- Батарито лісовий, Dysithamnus mentalis
- Батарито смугастоголовий, Dysithamnus striaticeps
- Кадук бурий, Epinecrophylla fulviventris
- Кадук білобокий, Myrmotherula axillaris
- Кадук темноволий, Myrmotherula schisticolor
- Каатинга плямистокрила, Microrhopias quixensis
- Ману тирановий, Cercomacroides tyrannina
- Ману панамський, Cercomacra nigricans
- Покривник каштановий, Poliocrania exsul
- Мурав'янка-куцохвіст плямиста, Hylophylax naevioides
- Мурав'янка строката, Gymnopithys bicolor
- Мурав'янка сірочерева, Myrmornis torquata
- Мурав'янка-голоок, Phaenostictus mcleannani

Родина: Grallariidae
- Мурашниця гватемальська, Grallaria guatimalensis
- Мурашниця панамська, Hylopezus perspicillatus
- Мурашниця рудовола, Hylopezus dives

Родина: Мурахоловові (Formicariidae)

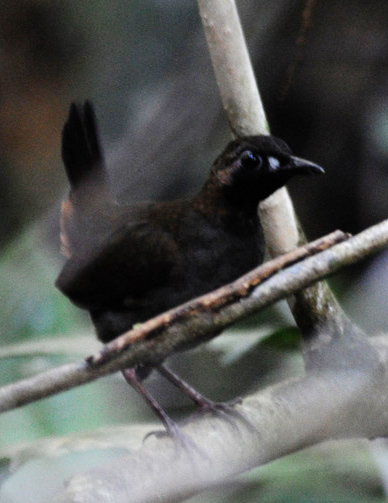
Мурахолов рудошиїй (Formicarius analis)

- Мурахолов мексиканський, Formicarius moniliger
- Мурахолов рудошиїй, Formicarius analis

Родина: Горнерові (Furnariidae)
- Листовик рудогорлий, Sclerurus mexicanus
- Листовик гватемальський, Sclerurus guatemalensis
- Дереволаз оливковий, Sittasomus griseicapillus
- Дереволаз-довгохвіст великий, Deconychura longicauda
- Грімпар рудий, Dendrocincla homochroa
- Грімпар рудокрилий, Dendrocincla anabatina
- Грімпар сірощокий, Dendrocincla fuliginosa
- Дереволаз-долотодзьоб, Glyphorynchus spirurus
- Дереволаз північний, Dendrocolaptes sanctithomae
- Дереволаз строкатощокий, Dendrocolaptes picumnus
- Дереволаз-міцнодзьоб середній, Xiphocolaptes promeropirhynchus
- Кокоа північний, Xiphorhynchus susurrans
- Кокоа мексиканський, Xiphorhynchus flavigaster
- Кокоа плямистий, Xiphorhynchus erythropygius
- Дереволаз строкатоголовий, Lepidocolaptes souleyetii
- Дереволаз плямистолобий, Lepidocolaptes affinis
- Піколезна мала, Xenops minutus
- Філідор-лісовик вохристогорлий, Automolus ochrolaemus
- Філідор бурочеревий, Automolus virgatus
- Тікотіко бурохвостий, Anabacerthia variegaticeps
- Філідор-лісовик іржастий, Clibanornis rubiginosus
- Пію сірогорлий, Synallaxis brachyura
- Пію мексиканський, Synallaxis erythrothorax

Родина: Віреонові (Vireonidae)

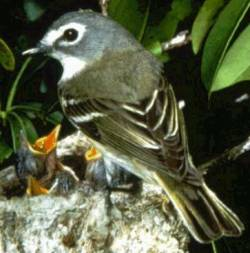
Віреон сизоголовий (Vireo solitarius)

- Віреон рудобровий, Cyclarhis gujanensis
- Віреон зелений, Vireolanius pulchellus
- Tunchiornis ochraceiceps
- Віреончик білочеревий, Pachysylvia decurtata
- Віреон білоокий, Vireo griseus
- Віреон мангровий, Vireo pallens
- Віреон короткокрилий, Vireo bellii
- Віреон короткодзьобий, Vireo huttoni (H)
- Віреон жовтогорлий, Vireo flavifrons (A)
- Віреон сизоголовий, Vireo solitarius
- Віреон попелястий, Vireo plumbeus
- Віреон світлобровий, Vireo gilvus
- Віреон андійський, Vireo leucophrys
- Віреон цитриновий, Vireo philadelphicus
- Віреон червоноокий, Vireo olivaceus
- Віреон білочеревий, Vireo flavoviridis
- Віреон чорновусий, Vireo altiloquus (A)
- Віреон великодзьобий, Vireo magister

Родина: Воронові (Corvidae)
- Гагер чорногорлий, Cyanolyca pumilo
- Гагер чорнощокий, Cyanolyca cucullata
- Сойка білогорла, Calocitta formosa
- Пая бура, Psilorhinus morio
- Пая жовточерева, Cyanocorax luxuosus
- Пая кучерява, Cyanocorax melanocyaneus
- Сизойка чорноголова, Cyanocitta stelleri
- Сойка однобарвна, Aphelocoma unicolor
- Крук звичайний, Corvus corax

Родина: Ластівкові (Hirundinidae)

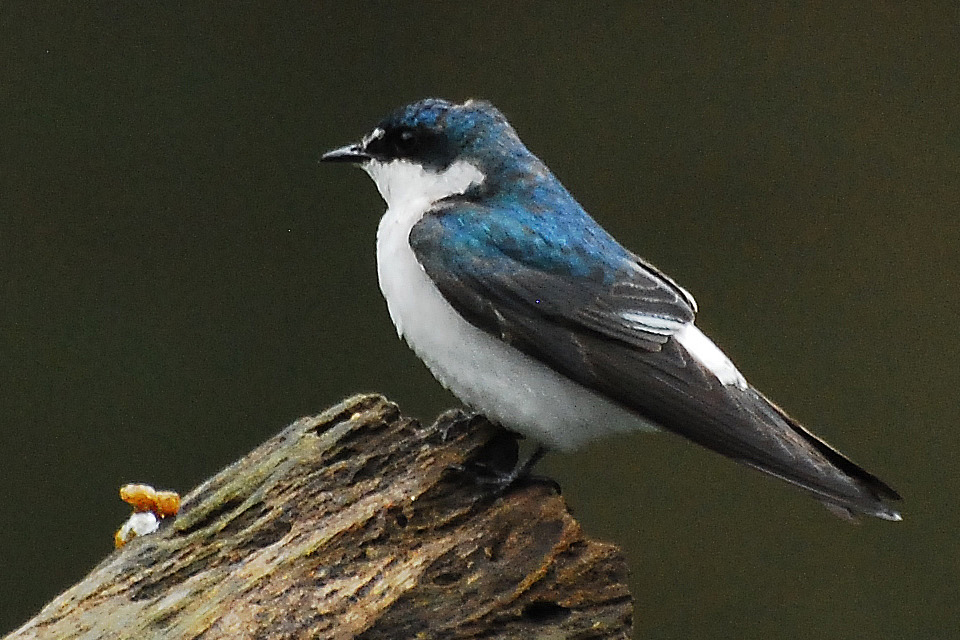
Білозорка мангрова (Tachycineta albilinea)

- Ластівка берегова, Riparia riparia
- Білозорка річкова, Tachycineta bicolor
- Білозорка фіолетова, Tachycineta thalassina
- Tachycineta albilinea
- Ластовиця чорноголова, Atticora pileata
- Ластівка північна, Stelgidopteryx serripennis
- Ластівка пампасова, Stelgidopteryx ruficollis
- Щурик пурпуровий, Progne subis
- Щурик сірогорлий, Progne chalybea
- Щурик білочеревий, Progne sinaloae (A)  VU
- Щурик кубинський, Progne cryptoleuca (A)
- Ластівка сільська, Hirundo rustica
- Ясківка білолоба, Petrochelidon pyrrhonota
- Ясківка печерна, Petrochelidon fulva

Родина: Омелюхові (Bombycillidae)
- Омелюх американський, Bombycilla cedrorum

Родина: Підкоришникові (Certhiidae)

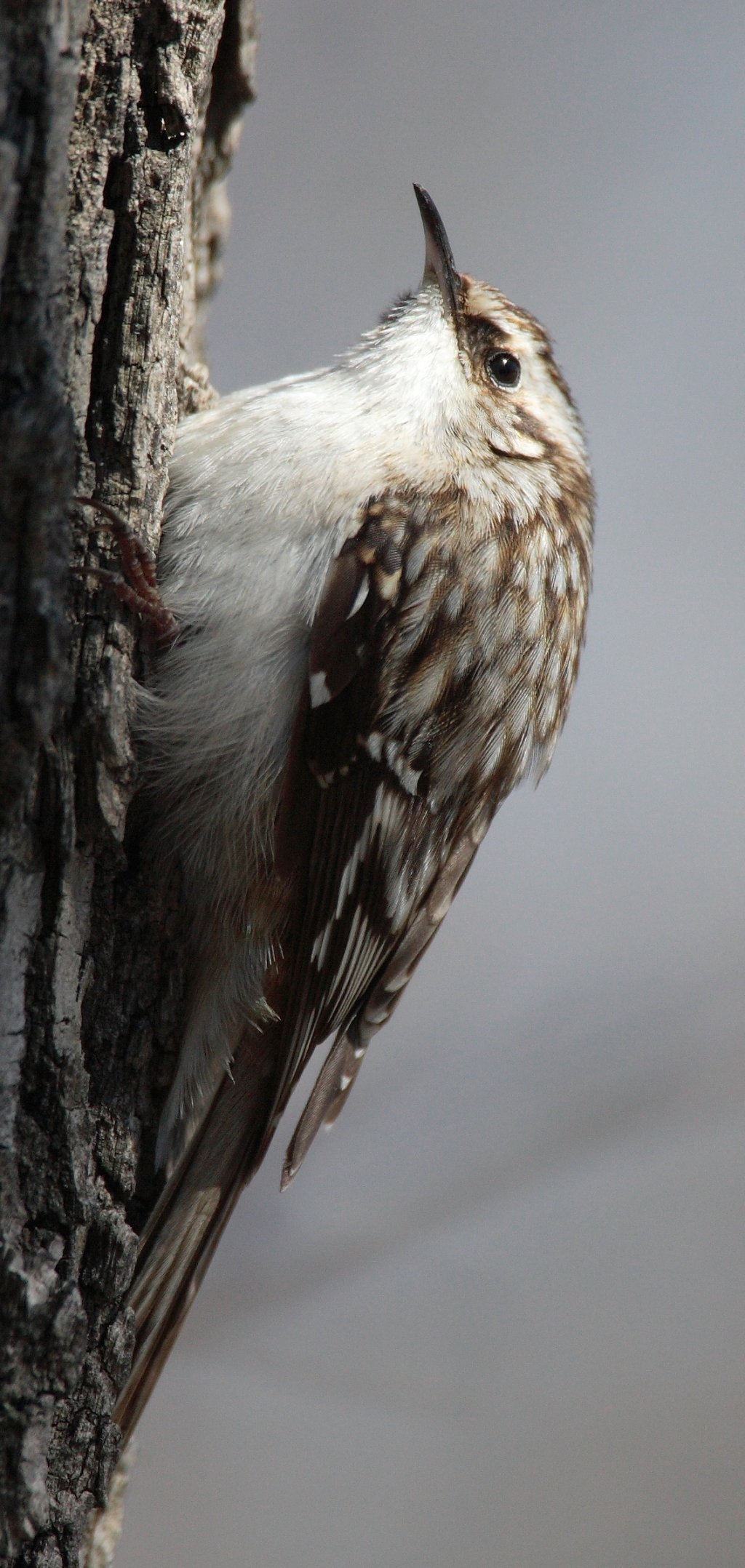
Підкоришник американський (Certhia americana)

- Підкоришник американський, Certhia americana

Родина: Комароловкові (Polioptilidae)
- Комароловка довгодзьоба, Ramphocaenus melanurus'
- Комароловка сірогорла, Polioptila schistaceigula (H)
- Polioptila bilineata
- Комароловка сиза, Polioptila caerulea
- Комароловка білощока, Polioptila albiloris

Родина: Воловоочкові (Troglodytidae)
- Орішець скельний, Salpinctes obsoletus
- Шпалюшок однобарвний, Microcerculus philomela
- Волоочко співоче, Troglodytes aedon
- Волоочко рудоброве, Troglodytes rufociliatus
- Овад річковий, Cistothorus platensis
- Поплітник каролінський, Thryothorus ludovicianus
- Різжак тигровий, Campylorhynchus zonatus
- Різжак рудоспинний, Campylorhynchus capistratus
- Поплітник плямистий, Pheugopedius maculipectus
- Поплітник чорногорлий, Pheugopedius atrogularis
- Поплітник коста-риканський, Thryophilus pleurostictus
- Поплітник іржастий, Thryophilus rufalbus
- Поплітник бурий, Cantorchilus thoracicus
- Поплітник садовий, Cantorchilus modestus
- Поплітник каштановий, Cantorchilus nigricapillus (H)
- Волоочко білочереве, Uropsila leucogastra
- Тріщук біловолий, Henicorhina leucosticta
- Тріщук сіроволий, Henicorhina leucophrys
- Тріскопліт співочий, Cyphorhinus phaeocephalus

Родина: Пересмішникові (Mimidae)

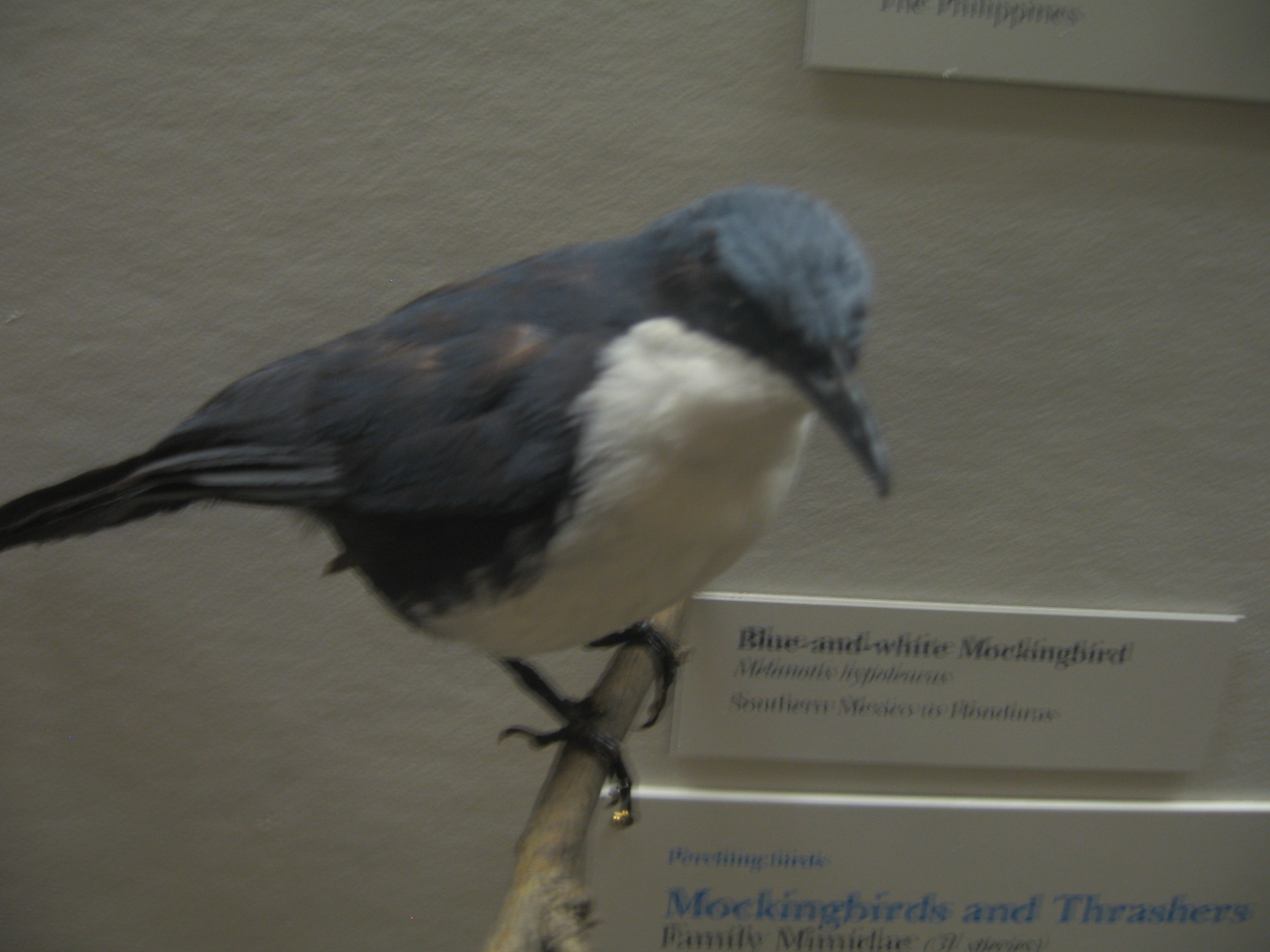
Пересмішник білочеревий (Melanotis hypoleucus)

- Пересмішник білочеревий, Melanotis hypoleucus
- Пересмішник чорний, Melanoptila glabrirostris  NT
- Пересмішник сірий, Dumetella carolinensis
- Пересмішник сивий, Mimus gilvus
- Пересмішник багатоголосий, Mimus polyglottos (A)

Родина: Пронуркові (Cinclidae)
- Пронурок сірий, Cinclus mexicanus

Родина: Дроздові (Turdidae)
- Блакитник східний, Sialia sialis
- Солітаріо бронзовокрилий, Myadestes occidentalis
- Солітаріо сірий, Myadestes unicolor
- Дрізд-короткодзьоб південний, Catharus aurantiirostris
- Дрізд-короткодзьоб гірський, Catharus frantzii
- Дрізд-короткодзьоб чорноголовий, Catharus mexicanus
- Дрізд-короткодзьоб строкатогрудий, Catharus dryas
- Дрізд-короткодзьоб бурий, Catharus fuscescens
- Дрізд-короткодзьоб малий, Catharus minimus
- Дрізд-короткодзьоб Свенсона, Catharus ustulatus
- Дрізд-короткодзьоб плямистоволий, Catharus guttatus (A)
- Дрізд лісовий, Hylocichla mustelina  NT
- Дрізд сальвадорський, Turdus infuscatus
- Дрізд панамський, Turdus plebejus
- Дрізд бронзовий, Turdus grayi
- Дрізд білогорлий, Turdus assimilis
- Дрізд рудошиїй, Turdus rufitorques
- Дрізд карибський, Turdus plumbeus (Знищений)[2]

Родина: Окотерові (Peucedramidae)
- Окотеро, Peucedramus taeniatus

Родина: Астрильдові (Estrildidae)

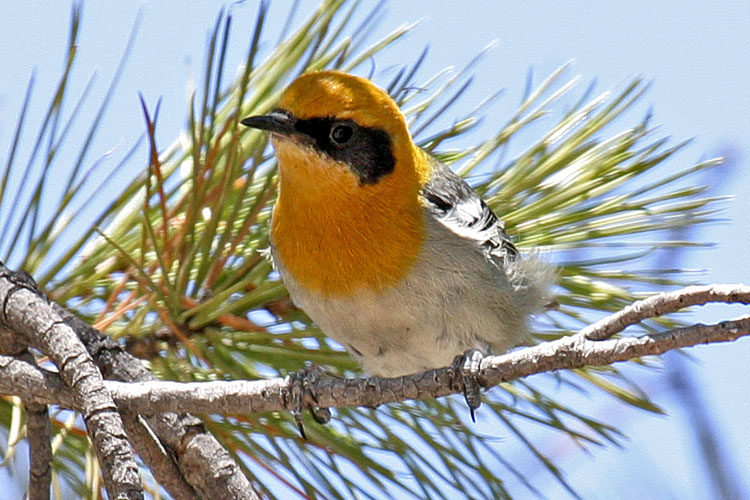
Окотеро (Peucedramus taeniatus)

- Мунія іржаста, Lonchura punctulata (I)
- Мунія трибарвна, Lonchura malacca (I)

Родина: Горобцеві (Passeridae)
- Горобець хатній, Passer domesticus (I)

Родина: Плискові (Motacillidae)
- Щеврик американський, Anthus rubescens (A)

Родина: В'юркові (Fringillidae)

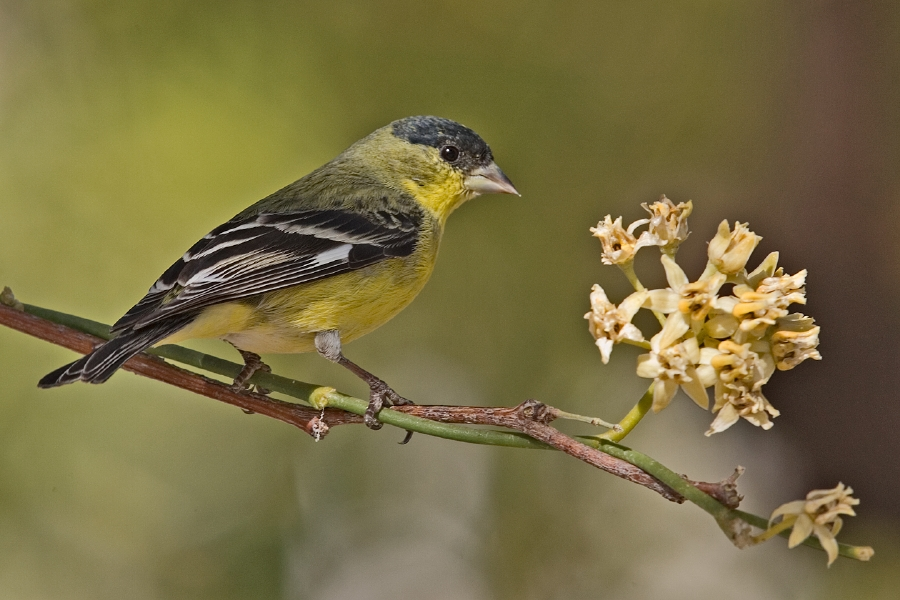
Чиж малий (Spinus psaltria)

- Гутурама гондураська, Chlorophonia elegantissima
- Органіст зеленобокий, Chlorophonia occipitalis
- Гутурама чагарникова, Euphonia affinis
- Гутурама панамська, Euphonia luteicapilla
- Гутурама білогуза, Euphonia minuta
- Гутурама узлісна, Euphonia hirundinacea
- Гутурама оливкова, Euphonia gouldi
- Кіпаль чорноголовий, Hesperiphona abeillei
- Шишкар ялиновий, Loxia curvirostra
- Spinus notata
- Чиж малий, Spinus psaltria

Родина: Rhodinocichlidae
- Кео, Rhodinocichla rosea (A)

Родина: Passerellidae
- Зеленник мінливобарвний, Chlorospingus flavopectus
- Чінголо широкобровий, Peucaea ruficauda
- Чінголо блідий, Peucaea botterii
- Багновець прерієвий, Ammodramus savannarum
- Риджвея зеленоспинна, Arremonops chloronotus
- Риджвея сивоголова, Arremonops conirostris
- Потюк, Chondestes grammacus (A)
- Карнатка білоброва, Spizella passerina
- Тихоголос золотодзьобий, Arremon aurantiirostris
- Заросляк каштановоголовий, Buarremon brunneinucha
- Бруант рудошиїй, Zonotrichia capensis
- Бруант білобровий, Zonotrichia leucophrys (A)
- Вівсянка саванова, Passerculus sandwichensis
- Пасовка вохриста, Melospiza lincolnii
- Чіапа жовтошия, Melozone leucotis
- Чіапа рудощока, Melozone biarcuata
- Пінсон рудий, Aimophila rufescens
- Заросляк великий, Atlapetes albinucha

Родина: Icteriidae
- Іктерія, Icteria virens

Родина: Трупіалові (Icteridae)
- Гоглу, Dolichonyx oryzivorus

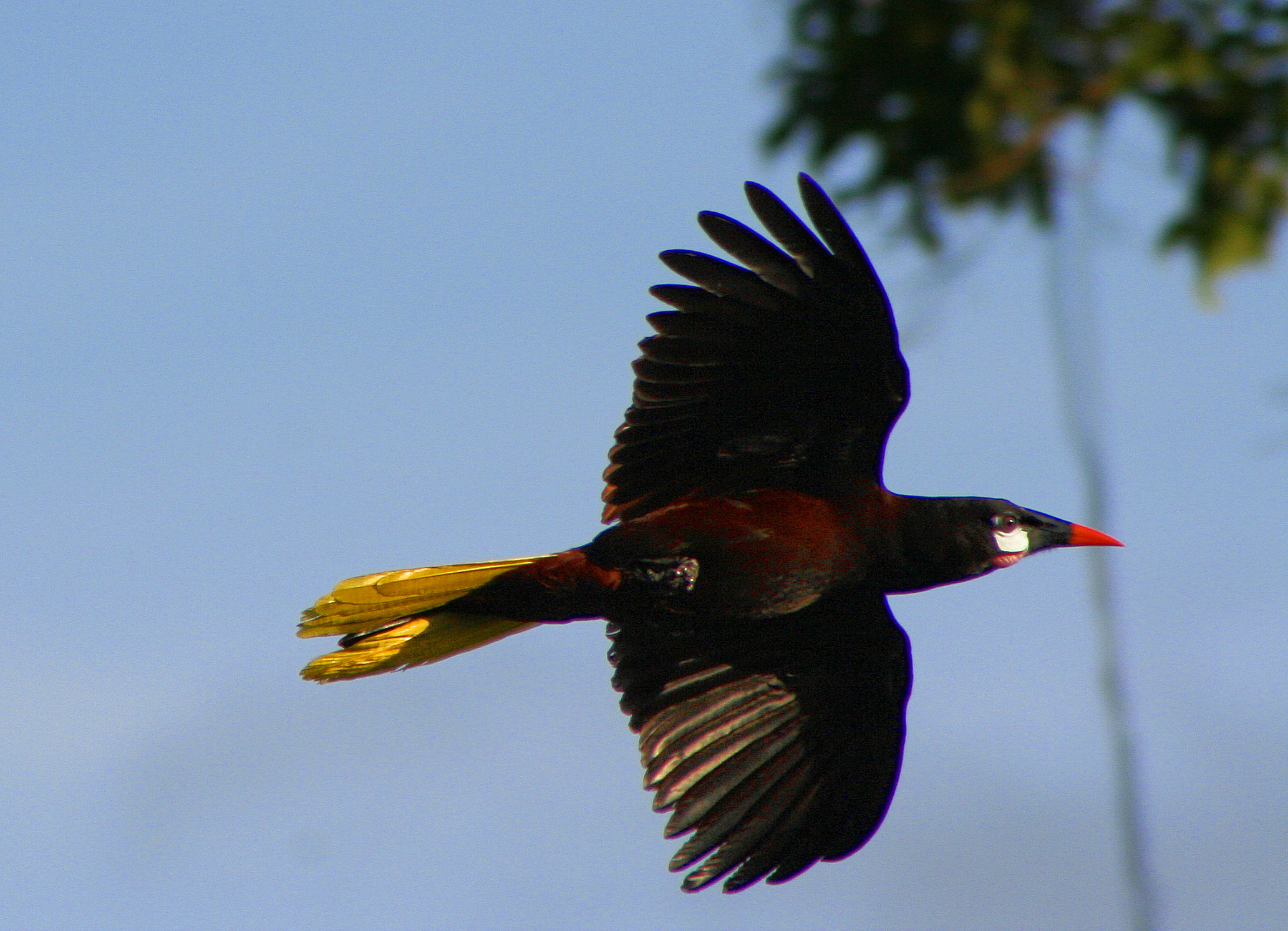
Конота панамська (Gymnostinops montezuma)

- Шпаркос східний, Sturnella magna  NT
- Касик жовтодзьобий, Amblycercus holosericeus
- Конота товстодзьоба, Psarocolius wagleri
- Конота панамська, Psarocolius montezuma
- Касик середній, Cacicus microrhynchus
- Трупіал чорногузий, Icterus wagleri
- Трупіал жовточеревий, Icterus maculialatus
- Трупіал банановий, Icterus prosthemelas
- Трупіал садовий, Icterus spurius
- Трупіал чорнокрилий, Icterus chrysater
- Трупіал жовтохвостий, Icterus mesomelas
- Трупіал вогнистоголовий, Icterus pustulatus
- Трупіал плямистоволий, Icterus pectoralis
- Трупіал чорноволий, Icterus gularis
- Трупіал балтиморський, Icterus galbula
- Еполетник червоноплечий, Agelaius phoeniceus
- Вашер червоноокий, Molothrus aeneus
- Вашер великий, Molothrus oryzivorus
- Трупіал-чернець галасливий, Dives dives
- Гракл великохвостий, Quiscalus mexicanus

Родина: Піснярові (Parulidae)
- Смугастоволець оливковий, Seiurus aurocapilla
- Пісняр-борсучок, Helmitheros vermivorum
- Смугастоволець білобровий, Parkesia motacilla
- Смугастоволець річковий, Parkesia noveboracensis
- Червоїд золотокрилий (Vermivora chrysoptera)  NT
- Червоїд жовтоголовий, Vermivora cyanoptera
- Пісняр строкатий, Mniotilta varia
- Пісняр жовтий, Protonotaria citrea
- Пісняр бурий, Limnothlypis swainsonii
- Пісняр мексиканський, Oreothlypis superciliosa
- Червоїд світлобровий, Leiothlypis peregrina
- Червоїд оливковий, Leiothlypis celata
- Червоїд сіроголовий, Leiothlypis ruficapilla
- Цитринка сіровола, Oporornis agilis (A)
- Жовтогорлик сіроголовий, Geothlypis poliocephala
- Цитринка західна, Geothlypis tolmiei
- Цитринка чорновола, Geothlypis philadelphia
- Цитринка жовтогорла, Geothlypis formosa
- Жовтогорлик оливковоголовий, Geothlypis semiflava
- Жовтогорлик північний, Geothlypis trichas
- Пісняр горихвістковий, Setophaga ruticilla
- Пісняр-лісовик рудощокий, Setophaga tigrina
- Пісняр-лісовик блакитний, Setophaga cerulea  VU
- Болотянка чорногорла, Setophaga citrina
- Пісняр північний, Setophaga americana
- Пісняр тропічний, Setophaga pitiayumi
- Пісняр-лісовик канадський, Setophaga magnolia
- Пісняр-лісовик каштановий, Setophaga castanea
- Пісняр-лісовик рудоволий, Setophaga fusca
- Пісняр-лісовик золотистий, Setophaga petechia
- Пісняр-лісовик рудобокий, Setophaga pensylvanica
- Пісняр-лісовик білощокий, Setophaga striata  NT
- Пісняр-лісовик сизий, Setophaga caerulescens
- Пісняр-лісовик рудоголовий, Setophaga palmarum
- Пісняр-лісовик сосновий, Setophaga pinus
- Пісняр-лісовик жовтогузий, Setophaga coronata
- Пісняр-лісовик чорнощокий, Setophaga dominica
- Пісняр-лісовик цитриновий, Setophaga vitellina  NT
- Пісняр-лісовик прерієвий, Setophaga discolor
- Пісняр-лісовик південний, Setophaga graciae
- Пісняр-лісовик західний, Setophaga townsendi
- Пісняр-лісовик жовтоголовий, Setophaga occidentalis
- Пісняр-лісовик золотощокий, Setophaga chrysoparia  EN
- Пісняр-лісовик чорногорлий, Setophaga virens
- Пісняр-віялохвіст, Basileuterus lachrymosus
- Basileuterus delattrii
- Коронник золотобровий, Basileuterus belli
- Коронник малий, Basileuterus culicivorus
- Коронник блідий, Myiothlypis fulvicauda
- Болотянка строкатовола, Cardellina canadensis
- Болотянка мала, Cardellina pusilla
- Пісняр червонолобий, Cardellina rubrifrons
- Чернітка білокрила, Myioborus pictus
- Чернітка чорногорла, Myioborus miniatus

Родина: Кардиналові (Cardinalidae)
- Піранга сонцепера, Piranga flava
- Піранга пломениста, Piranga rubra

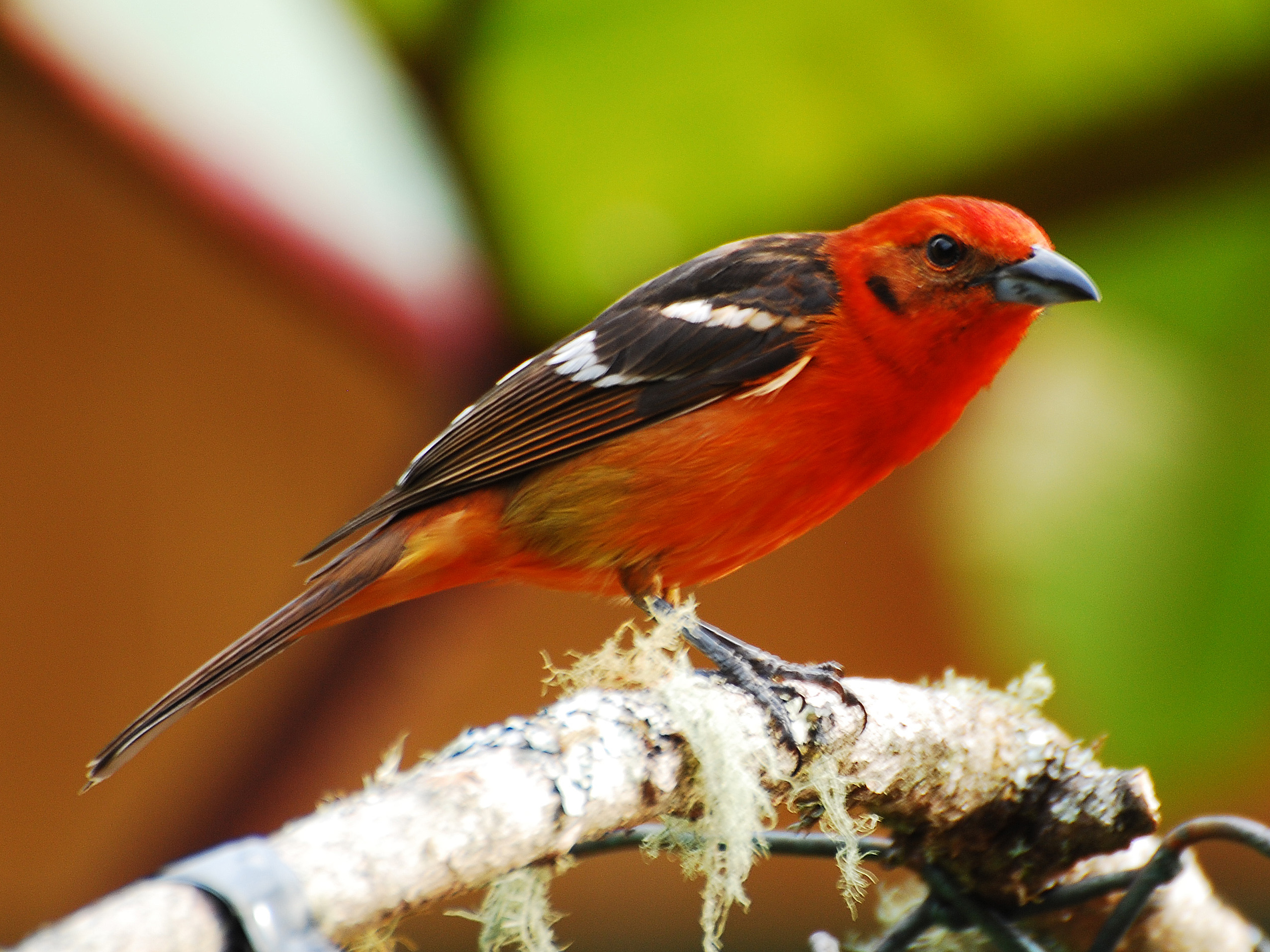
Піранга вогниста (Piranga bidentata)

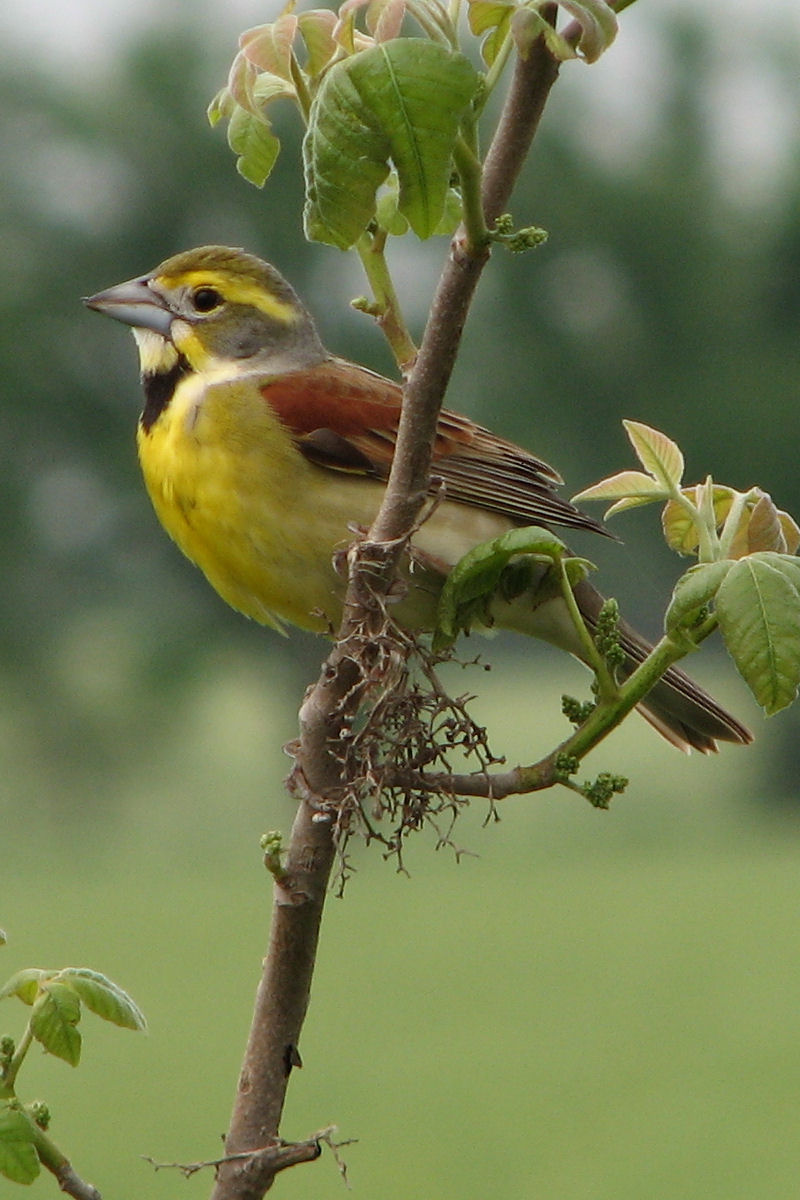
Лускун (Spiza americana)

- Піранга кармінова, Piranga olivacea
- Піранга жовтогуза, Piranga ludoviciana
- Піранга вогниста, Piranga bidentata
- Піранга білокрила, Piranga leucoptera
- Габія кармінова, Habia rubica
- Габія червоногорла, Habia fuscicauda
- Танагра-широкодзьоб оливкова, Chlorothraupis carmioli
- Кардинал сірочеревий, Caryothraustes poliogaster
- Кардинал червоний, Cardinalis cardinalis
- Кардинал-довбоніс червоноволий, Pheucticus ludovicianus
- Кардинал-довбоніс чорноголовий, Pheucticus melanocephalus
- Семілеро синій, Amaurospiza concolor
- Лускар сизий, Cyanoloxia cyanoides
- Лускар, Cyanocompsa parellina
- Скригнатка синя, Passerina caerulea
- Скригнатка індигова, Passerina cyanea
- Скригнатка райдужна, Passerina ciris
- Лускун, Spiza americana

Родина: Саякові (Thraupidae)
- Танагра синьощока, Stilpnia larvata
- Саяка блакитна, Thraupis episcopus
- Саяка жовтокрила, Thraupis abbas
- Саяка пальмова, Thraupis palmarum (A?) (H)
- Танагра рудокрила, Tangara lavinia
- Посвірж золотоголовий, Sicalis flaveola (A)
- Посвірж короткодзьобий, Sicalis luteola
- Шиферка андійська, Haplospiza rustica
- Квіткокол садовий, Diglossa baritula
- Саї великий, Chlorophanes spiza
- Якарина, Volatinia jacarina
- Танагра сіроголова, Eucometis penicillata
- Танагра-жалібниця білоплеча, Loriotus luctuosus
- Танагра-жалібниця нікарагуанська, Tachyphonus delatrii
- Танагра-сикіт юкатанська, Lanio aurantius
- Танагра-сикіт білогорла, Lanio leucothorax
- Тапіранга білодзьоба, Ramphocelus sanguinolentus
- Тапіранга червоногуза, Ramphocelus passerinii
- Танагра-медоїд лазурова, Cyanerpes lucidus
- Танагра-медоїд бірюзова, Cyanerpes cyaneus
- Цукрист блакитний, Dacnis cayana
- Цереба, Coereba flaveola
- Потрост золотогорлий, Tiaris olivaceus
- Рисоїд північний, Sporophila funerea
- Рисоїд нікарагуанський, Sporophila nuttingi (A)
- Зерноїд вороний, Sporophila corvina
- Зерноїд попелястий, Sporophila schistacea
- Зерноїд білошиїй, Sporophila morelleti
- Зерноїд малий, Sporophila minuta
- Зернолуск чорноголовий, Saltator atriceps
- Зернолуск великий, Saltator maximus
- Зернолуск білогорлий, Saltator grossus
- Saltator grandis